# Ligne 11 du métro de Paris
Vous lisez un « article de qualité » labellisé en 2008.  Il fait partie d'un « bon thème ».
La ligne 11 du métro de Paris est l'une des seize lignes du réseau métropolitain de Paris. Elle connecte le centre de la capitale à la banlieue nord-est, reliant la station Châtelet à Rosny-Bois-Perrier en Seine-Saint-Denis. Mise en service en 1935, elle compte parmi les dernières lignes inaugurées à cette époque et a été conçue pour succéder au tramway funiculaire de Belleville, disparu en 1924. Avec une longueur de 11,7 kilomètres, elle se classe, après les deux lignes bis (3 bis et 7 bis), parmi les plus courtes du réseau parisien, à égalité avec la ligne 10, et comme la deuxième à ne pas traverser entièrement la ville.
Avant son extension en 2024, la ligne figurait parmi les moins fréquentées du réseau, enregistrant environ quarante millions de voyageurs en 2023. La RATP avait anticipé une hausse significative de la fréquentation avec son prolongement, estimant un gain de trente-et-un millions de voyageurs supplémentaires pour 2025, grâce à la desserte de quatre communes majeures de Seine-Saint-Denis.
La ligne 11 a joué un rôle pionnier durant les années 1950 et 1960, servant de terrain d’expérimentation pour les innovations de la RATP. Elle devient ainsi en 1956 la première ligne de métro au monde à adopter un matériel sur pneumatiques. Elle est également équipée d’un poste de commande centralisée (PCC) et du pilotage automatique dès 1967, une première sur le réseau parisien. Après ces avancées, elle reste largement inchangée jusqu’à son prolongement de Mairie des Lilas à Rosny-Bois-Perrier, inauguré le 13 juin 2024. Cette extension, ajoutant six nouvelles stations, double presque sa longueur. Un projet de prolongement ultérieur jusqu’à Noisy - Champs, intégré au Grand Paris Express, a été reporté sine die. 

Plan de la ligne.

## Histoire

### Chronologie
- 28 avril 1935 : mise en service de la ligne entre Châtelet et Porte des Lilas
- 17 février 1937 : prolongement de Porte des Lilas à Mairie des Lilas
- 12 mai 1944 au 5 mars 1945 : fermeture de la ligne, réquisitionnée par la Wehrmacht
- 1954 à 1956 : conversion en ligne sur pneumatiques avec des rames de type MP 55
- 1976 : affectation de 8 rames MP 73 en provenance de la ligne 6 en renforcement.
- 1995-1999 : mise en service des 21 rames MP 59 rénovées en provenance de la ligne 4 et de 3 rames MP 59 en provenance de la ligne 1.
- janvier 1999 : radiation des dernières rames MP 55 ; équipement intégral avec des rames de type MP 59 et retrait des MP 73 rétrocédés à la ligne 6 après rénovation.
- 2009 : affectation de la rame MP 73 no 6544 en provenance de la ligne 6.
- 1er juin 2021 : activation du poste de commande centralisée de Bagnolet[1]
- 2022 : radiation de l'unique rame de type MP 73[2] (rame 6544)
- 1er juin 2023 : mise en service des MP 14 CC
- 1er juillet 2023 : fermeture de l'atelier des Lilas
- 29 avril 2024 : début des marches à blanc dans le cadre du prolongement jusqu'à Rosny-Bois-Perrier[3].
- 23 mai 2024 : cérémonie d'adieu aux rames MP 59[4] mais qui ont continué à circuler jusqu'au 12 juin 2024.
- 13 juin 2024 : prolongement de Mairie des Lilas à Rosny-Bois Perrier[5].

### Naissance de la ligne

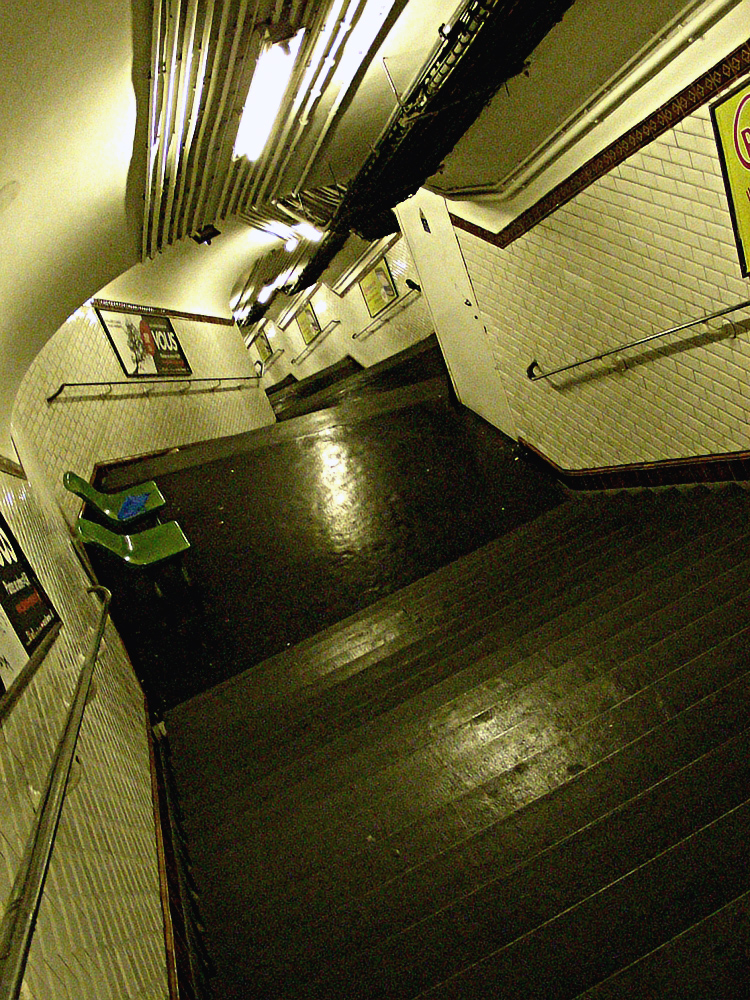
Les escaliers vertigineux de la station Télégraphe.

Le projet de réseau complémentaire concédé en 1909 prévoit déjà une courte ligne reliant la place de la République à la porte des Lilas. Ce tronçon est déclaré d'utilité publique par la loi du 30 mars 1910 mais ne connaît aucun début de réalisation.
Le 29 décembre 1922, le Conseil municipal de Paris relance le projet et vote la création d'une ligne permettant de mieux desservir les quartiers populaires du nord-est de Paris, en reliant le quartier de Belleville au quartier du Châtelet, au centre de la ville. Cette ligne est destinée à remplacer le tramway funiculaire de Belleville et les lignes de bus du nord-est de la capitale. Elle doit relier la station Châtelet (avenue Victoria) à la porte des Lilas en passant par la place de la République. Cette ligne est ainsi historiquement doublement marquée par Fulgence Bienvenüe, père du métro de Paris: jeune ingénieur il avait construit ce tramway funiculaire et il dessina, peu avant sa retraite en 1932, le tracé de la ligne 11 qui ouvrira 3 ans plus tard. 
La ligne devait initialement suivre la rue de Belleville sur la totalité de sa longueur mais une modification de tracé a finalement permis de desservir la station Place des Fêtes afin d'offrir une correspondance avec la ligne 7 (selon le tracé de l'époque), au prix d'un passage sous des immeubles sur environ 800 m. De même, il était prévu de relier les stations République et Hôtel de Ville en coupant au plus court, avec deux stations sous l'étroite rue du Temple, mais le tracé final passe plus à l'ouest par Arts et Métiers et la nouvelle station Rambuteau.
Le tronçon de la place de la République à l'avenue Victoria est déclaré d'utilité publique par un décret du 14 mai 1925. Les travaux débutent en septembre 1931, à l'exception de l'ouvrage sous la place de la République qui avait été construit en même temps que les lignes 8 et 9. Ils se déroulent dans des conditions assez difficiles car la ligne passe sous des rues étroites et sous les fondations de certains immeubles. Les passages sous le collecteur des Coteaux, le canal Saint-Martin et au-dessus d'un tunnel de la ligne de Petite Ceinture sont également délicats. La construction des stations Jourdain et Télégraphe s'est aussi révélée difficile, vu la grande profondeur, vingt mètres, et la nature assez instable du terrain, constitué de glaises vertes inconsistantes. Au sud, à proximité de la Seine, la ligne est établie dans un terrain alluvionnaire comportant une nappe phréatique. Malgré cette somme de difficultés, l'infrastructure est livrée à la Compagnie du chemin de fer métropolitain de Paris (CMP) le 3 mai 1934 après deux ans et demi de travaux.
Dernière ligne du réseau créée avant l'ancienne ligne 14, elle a dû passer au-dessous de toutes les autres lignes de métro, à l'exception de la ligne 3, devenue 3 bis, à la porte des Lilas. La ligne 11 est inaugurée le 28 avril 1935. À cette occasion, les stations Châtelet (lignes 1 et 4) et Pont Notre-Dame - Pont au Change (ligne 7) sont reliées par un couloir à la station de la ligne 11 et réunies sous le nom Châtelet dès 1934. La nouvelle ligne est longue de 5,5 kilomètres et comporte douze stations toutes voûtées, ayant une longueur des quais de soixante-quinze mètres. La ligne est alors desservie par vingt-deux rames de quatre voitures.
Un premier prolongement jusqu'au fort de Rosny est déclaré d'utilité publique dès 1929. Mais il faut attendre le 17 février 1937 pour voir la ligne prolongée d'une seule station jusqu'à Mairie des Lilas, unique station de cette commune, qui devient la 13e station et terminus de ligne. La poursuite des travaux d'extension de la ligne est alors interrompue par la Seconde Guerre mondiale. Durant la guerre, le 12 mai 1944, l'armée allemande réquisitionne la ligne pour y établir ses ateliers souterrains d'armement, ce qui interrompt le trafic. En effet, construite à grande profondeur, elle se trouve hors d'atteinte des bombardements qui touchent la ville. Après la Libération, l'exploitation du métro reprend progressivement à Paris avec difficulté à cause de la pénurie de charbon et donc de courant électrique de traction, mais la ligne 11 est la seule qui reste fermée en raison de la forte dégradation de son infrastructure. Il faut attendre le 5 mars 1945 pour la réouverture au public après une remise à neuf indispensable à la suite des déprédations, dont la dépose d'une partie des voies par les occupants.

### L'expérimentation du métro sur pneus

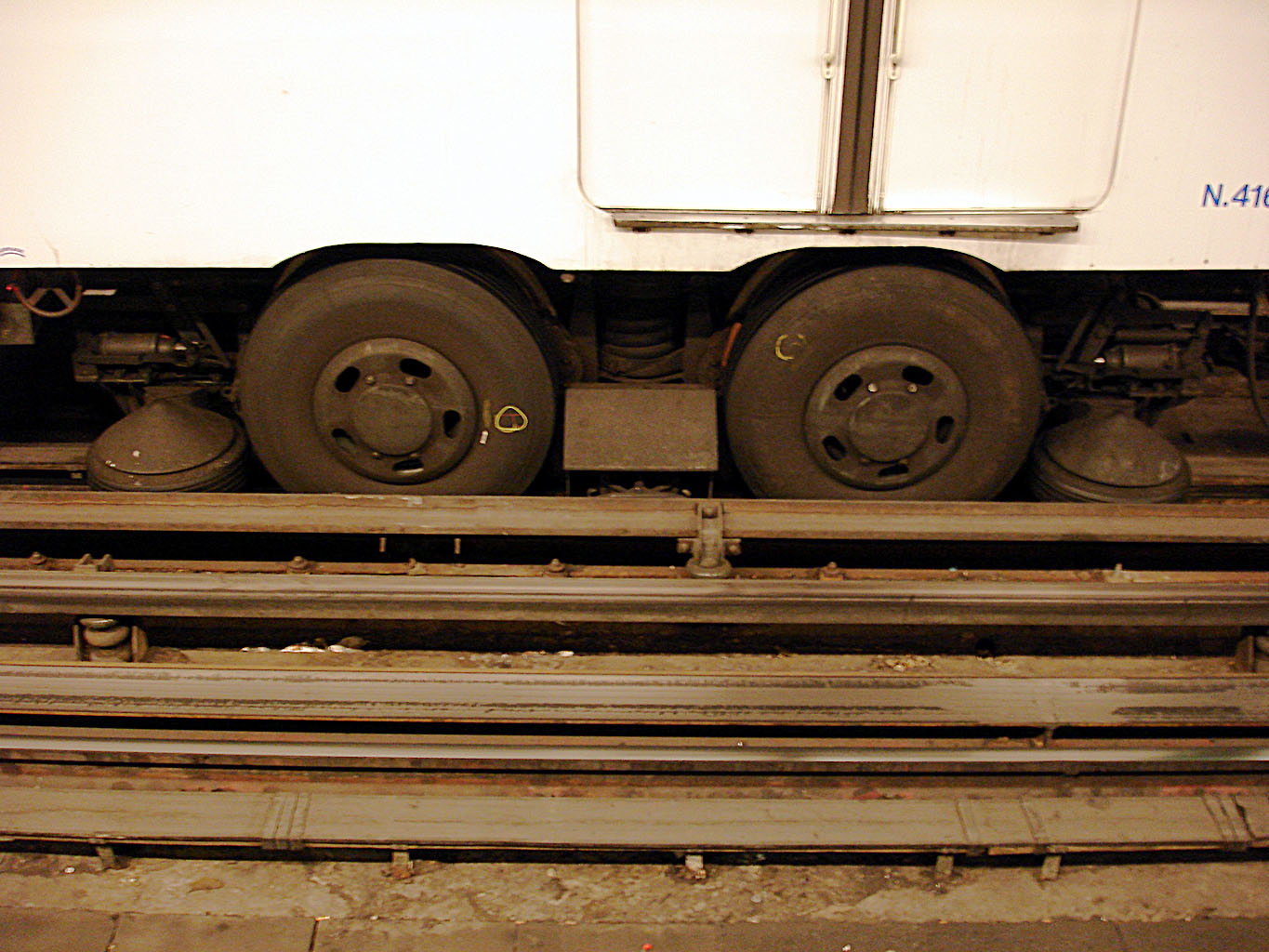
Matériel sur pneus MP 59 de la ligne 11.

L'expérimentation de véhicules ferroviaires sur pneumatiques remonte aux années 1930. Un matériel sur pneus possède l'avantage de meilleures accélérations et décélérations augmentant par contrecoup le débit d'une ligne, ce qui est particulièrement notable sur une ligne de métro aux arrêts fréquents et peu espacés. La technologie permet également de diminuer le bruit de roulement et les vibrations.
En 1950, apparaissent sur le marché les premiers pneus à armature métallique aptes à supporter une charge de quatre tonnes avec des roues d'un diamètre inférieur à un mètre. La RATP mène une campagne d'essais en 1951 sur la voie navette, avec un prototype, le MP 51 dit la Grand-mère. À partir du 13 avril 1952, le public est admis chaque après-midi à emprunter la navette, qui poursuit ses essais jusqu'au 31 mai 1956.
Les essais se révélant concluants, il est alors décidé d'équiper de cette technologie la ligne 11, qui a pour particularité d'être assez courte, sinueuse et très pentue, afin d'expérimenter en grandeur nature cette nouvelle technologie sur une ligne secondaire avant de la généraliser sur le réseau, ce que prévoit alors la Régie.
La ligne est transformée pour le roulement sur pneus de 1954 à 1956. Les travaux se déroulent essentiellement de nuit afin de ne pas perturber l'exploitation de la ligne ; cependant le service est réduit d'une heure en soirée. Quatre types de poses de pistes pour pneus sont essayés, répondant à deux conceptions opposées. L'une consiste à limiter au maximum les travaux de modification à réaliser, donc à conserver en l'état le ballast servant de support à la voie. L'autre consiste à profiter du fait que l'élasticité du support de la voie n'est plus utile, celle-ci étant dorénavant supportée par les pneus, ce qui permet de supprimer les interventions régulières de reprise du bourrage du ballast qui sont nécessaires pour assurer une géométrie correcte de la voie.
La pose T consiste en un boulonnage des pièces de roulement en azobé sur les têtes de traverses posées sur le ballast ; la pose D fixe les pièces de roulement sur des massifs ou des dés en béton coulés sur le radier ; la pose I est similaire mais avec injection de mortier de ciment dans le ballast et la pose S est adoptée en station, les pièces de roulement en azobé reposant sur des murettes en béton coulé sur le radier. Cette dernière disposition améliore l'aspect et l'entretien de la voie, et diminue la gravité des accidents de personnes (chute involontaire sur la voie ou suicide) par la présence d'une fosse centrale.
La ligne est alors équipée du nouveau matériel MP 55 du 1er octobre 1956 à novembre 1957, remplaçant les anciennes rames Sprague dont la dernière quitte définitivement la ligne le 11 octobre 1957. La première rame sur pneumatiques est inaugurée le 8 novembre 1956,, et la nouvelle exploitation de la ligne 11 débute le 13 novembre 1956, jour de la mise en service commercial. L'ancien matériel fer de la ligne est alors progressivement muté au fur et à mesure des livraisons de matériel neuf, afin de renforcer le service de la ligne 2, dont les trains passent de quatre à cinq voitures en juin 1958. Le surplus de matériel permet de retirer de l'exploitation vingt-neuf motrices et trente-sept remorques, dont la plupart remontent à 1908 et 1909.
En 1967, la ligne est équipée du poste de commande centralisée (PCC) et du pilotage automatique, qui est employé pour la première fois sur le réseau parisien. Le MP 55 est progressivement radié de 1982 à 1999 et laisse la place au MP 59, en provenance de la ligne 4. La ligne 11 n'a connu aucune évolution significative depuis cette date jusqu'à la mise en service du nouveau PCC de Bagnolet au 1er juin 2021.
La conception du matériel roulant et la forte déclivité du tracé en font l'une des lignes les plus chaudes du réseau parisien, avec la ligne 4.

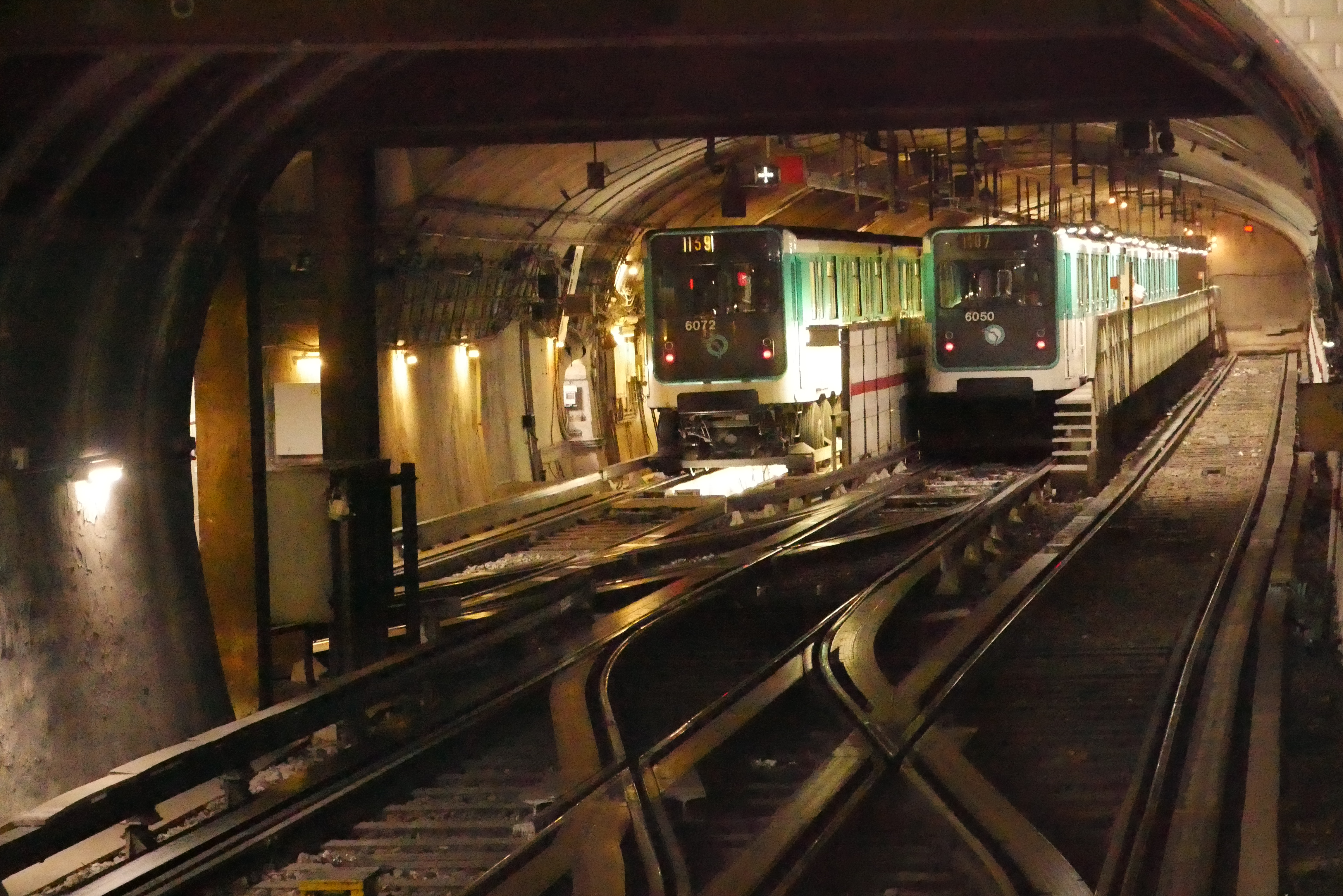
Vue de l'arrière-station allongée pour recevoir des trains plus longs.

Dans le cadre de l'extension de la ligne de Mairie des Lilas à Rosny-Bois-Perrier, la plupart des stations connaissent des travaux de rénovation et d'adaptation, incluant notamment la création de nouveaux accès. L'arrière-gare de Châtelet, trop courte pour accueillir les futures rames de métro MP 14 à cinq voitures, a dû être allongée dans un espace contraint sous des immeubles. Pour réaliser ces travaux exceptionnels, il a été nécessaire de reporter provisoirement le terminus de la ligne à Hôtel de Ville. La fermeture de Châtelet, effective le 18 mars 2019 devait théoriquement durer jusqu'au 16 décembre inclus. Mais la grève des transports qui éclate le 5 décembre 2019 paralyse presque entièrement le trafic de la ligne 11, si bien que la réouverture n'est finalement effective que le 31 décembre 2019.

### Extension à Rosny-Bois-Perrier

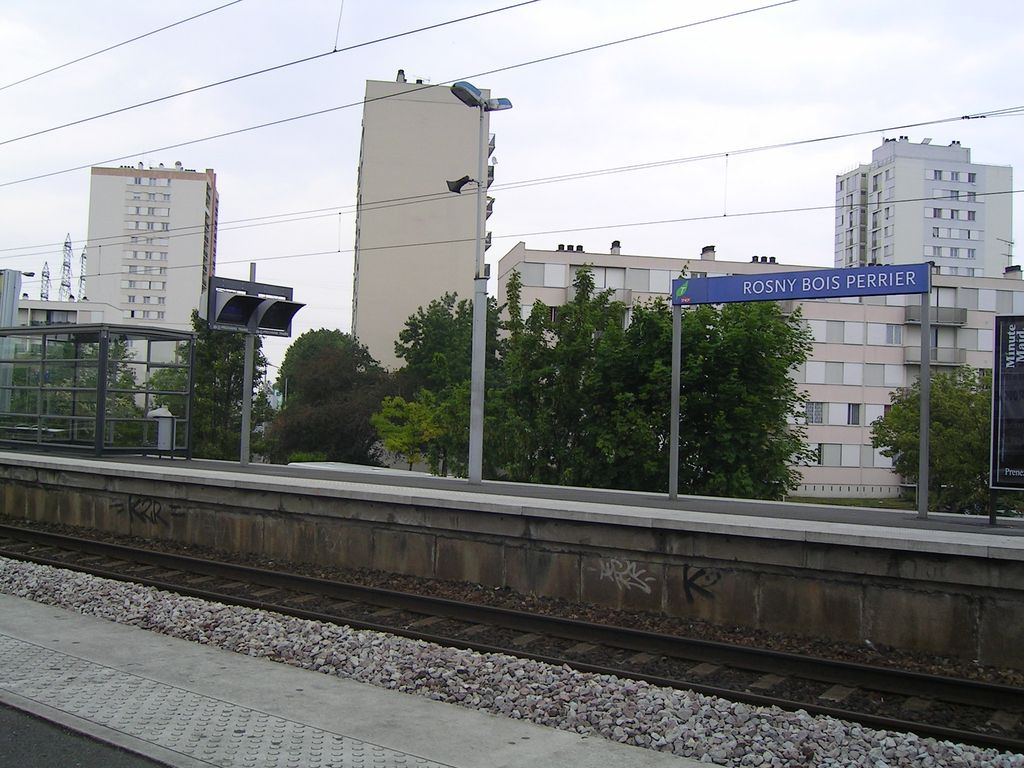
La gare de Rosny-Bois-Perrier (ici, le quai de la ligne E du RER), le long de laquelle se situe la station de la ligne 11.

Les municipalités de Romainville, Noisy-le-Sec, Montreuil et Rosny-sous-Bois, ainsi que le conseil général de la Seine-Saint-Denis, avaient proposé un projet d'extension de la ligne de Mairie des Lilas jusqu'à la gare de Rosny-Bois-Perrier, soit six kilomètres supplémentaires devant être parcourus en 12 minutes, le trajet complet passant selon la RATP à 24 minutes de Châtelet à Rosny-Bois-Perrier, contre 55 actuellement,. Il s'agit de mettre en œuvre sous une nouvelle forme un projet vieux de plus d'un siècle.
Ce prolongement permet une interconnexion avec le RER E, ainsi que la desserte depuis Paris, par le métro, du centre commercial Rosny 2. L'une des nouvelles stations, Romainville - Carnot, assurerait également une interconnexion avec la future extension du tramway T1 au sud, dont le nouveau terminus serait Val de Fontenay. Le projet de ligne 15 est du métro, postérieur à celui du prolongement de la ligne 11, prévoit par ailleurs une station à Rosny-Bois-Perrier, permettant à terme une correspondance supplémentaire à cette station. Toutes les nouvelles stations seront accessibles aux personnes à mobilité réduite et un nouveau matériel, le MP 14, sera mis en service à cette occasion, en composition à cinq voitures (au lieu de quatre depuis les origines).
Selon les études de la RATP financées par le contrat de projets État-Région 2000-2006, cette extension augmenterait la fréquentation de la ligne 11 de 68 700 voyageurs chaque jour ouvrable. La concertation publique lancée en 2010 estimait le coût du projet à 820 millions d'euros, auquel il fallait ajouter 140 millions pour le renouvellement du matériel roulant et environ 100 millions d’euros pour la rénovation des stations existantes. La convention votée par le STIF le 7 octobre 2015 arrête le besoin de financement à 1 084 millions d'euros (Région Île-de-France 500,3 ; SGP 305,3 ; État, 214,4 ; Seine-Saint-Denis 64 M€) pour le prolongement, auxquels il faut ajouter 214 millions (RATP 73 ; Mairie de Paris 61 ; Région 56 ; État 24 M€) pour l’adaptation des stations existantes et 151 millions par Île-de-France Mobilités pour le renouvellement du matériel roulant.

Plan de la ligne après l'extension vers Rosny.

La Région a inclus ce projet dans le Schéma directeur de la région Île-de-France (SDRIF) adopté par délibération du Conseil régional d'Île-de-France le 25 septembre 2008. Initialement, le SDRIF prévoyait un phasage, avec un premier prolongement à Montreuil - Hôpital entre 2007 et 2013, puis un second à Rosny-Bois-Perrier entre 2014 à 2020. Le projet de CPER 2007-2013 prévoit de débloquer dix millions d'euros de crédits d'étude pour le prolongement de la ligne, lançant officiellement le projet. Ces études ont démarré courant 2008 et portent sur l'ensemble du projet. Une enveloppe financière de 239 millions d’euros (168 millions d’euros de la région Île-de-France et 71 de l’État) a également été votée pour plusieurs projets, dont le prolongement de la ligne 11.
Le 9 décembre 2009, le STIF a rendu public le dossier d'objectifs et de caractéristiques principales. Une concertation est lancée du 6 septembre 2010 au 8 octobre 2010, dont les conclusions sont rendues début février 2011. Elle propose deux tracés très proches : un premier de 6 km comprenant cinq stations avant l'arrivée par le sud à Rosny-Bois-Perrier, et un second de 5,5 km comprenant des stations similaires plus une station aérienne avant l'arrivée par le nord pour desservir le quartier du Londeau. Selon le STIF, 10 100 voyageurs devaient emprunter cette nouvelle extension en heure de pointe le matin.
Le 9 février 2011, le Conseil du STIF approuve le bilan de la concertation. Deux tendances se sont clairement dégagées : le tracé 2 est privilégié, car il permet le désenclavement du quartier du Londeau à Noisy-le-Sec, et dessert deux lycées ainsi que les centres commerciaux Domus et Rosny 2 à Rosny-sous-Bois. Il favorise en outre le développement des ZAC du secteur. Les études vont en conséquence se poursuivre exclusivement sur ce tracé. Par ailleurs, élus et habitants se sont résolument opposés au phasage du projet : en conséquence, le STIF prévoit de ne réaliser les travaux qu'en une seule étape. L'enquête publique se déroule du 16 septembre au 30 octobre 2013,. La commission d'enquête publique a rendu un avis favorable sans réserves. Le projet a été déclaré d'utilité publique le 28 mai 2014. Après des travaux préparatoires lancés en 2015, les travaux de gros œuvre devaient commencer fin 2016 pour une ouverture de la ligne prévue à l'horizon 2023. Le plan de cette phase est adopté en septembre 2015. Les travaux de gros œuvre ont ainsi officiellement débuté le 10 décembre 2016,.
Dans le cadre de cette extension, les stations existantes ont été aménagées, avec notamment la création de nouveaux accès. Les stations Mairie des Lilas et Porte des Lilas sont équipées d'ascenseurs pour permettre l'accès aux personnes à mobilité réduite ; ainsi, toutes les stations de la ligne 11 entre Porte des Lilas et Rosny-Bois-Perrier leur sont accessibles.
Au pied de la future station Serge Gainsbourg, un puits de travaux est présenté aux élus fin mai 2016. Le chantier s'est poursuivi avec le creusement d'un tunnel de 3 km à partir de la future station La Dhuys jusqu'aux Lilas, tandis qu'une autre section de 1,5 km s'est faite à découvert, en contournant le centre commercial Rosny 2.
Le creusement du premier lot — trois kilomètres de tunnel, une tranchée couverte de 200 mètres de long et les travaux de terrassement ainsi que la pose des parois moulées et des puits en vue de la construction ultérieure de quatre stations de métro — a été confié à un groupement dirigé par Implenia en association avec des partenaires au sein d’un consortium comprenant : NGE, Demathieu Bard et Pizzarotti. Les travaux devaient débuter en octobre 2016.

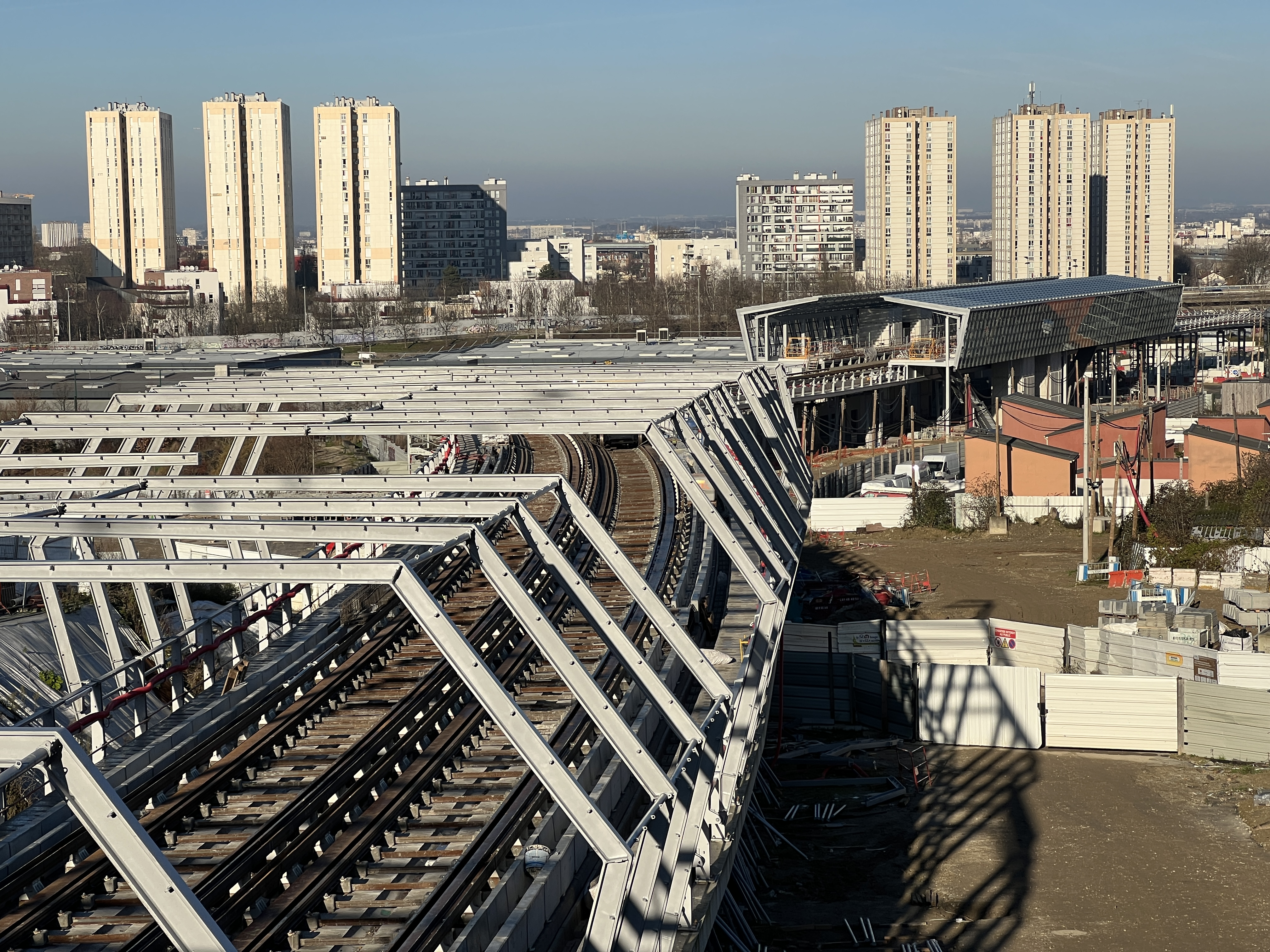
Chantier au niveau du viaduc de Coteaux Beauclair avec la station aérienne du même nom en arrière-plan, à Rosny-sous-Bois.

En août 2018, l'A86 extérieure est fermée une semaine à la circulation entre Rosny-sous-Bois et Nogent-sur-Marne pour permettre le ripage d'un ouvrage d'art de 1 773 tonnes devant prendre place sous la chaussée entre les futures stations Coteaux Beauclair et Rosny-Bois-Perrier. En juin 2019, le prolongement est officiellement reporté à l'horizon 2023. Le 20 septembre 2019, en présence du préfet de région Michel Cadot, de la présidente de la Région Valérie Pécresse et de la maire de Paris Anne Hidalgo, la RATP baptise du nom de Sofia (du nom de l'agent de station de la ligne 11 Sofia Amalou) le tunnelier, qui entre en action le 16 décembre suivant pour creuser le tunnel entre Les Lilas et Rosny-sous-Bois. Il est arrivé à la station Serge Gainsbourg, son point de sortie, le 16 juillet 2021.
En février 2023, Île-de-France Mobilités annonce que la ligne sera fermée tous les dimanches entre juillet et août 2023 pour permettre l'accélération des travaux de prolongement. La mise en service du prolongement est désormais reportée au printemps 2024,. Le prolongement est inauguré et mis en service le 13 juin 2024, comme annoncé un mois plus tôt.

## Tracé et stations

### Tracé

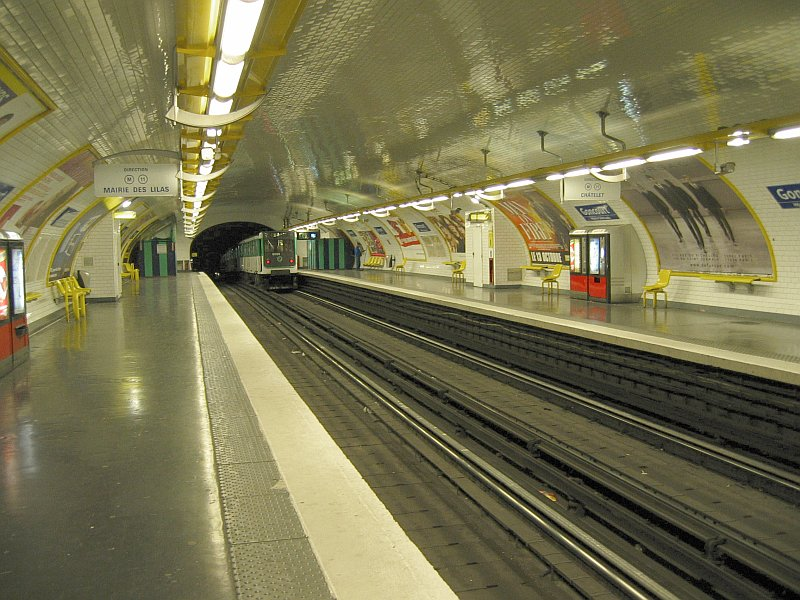
Une rame MP 59 modernisée quitte la station Goncourt en direction de Châtelet. Le tunnel est en rampe de 40 ‰ dès la sortie de la station.

La ligne 11 était entièrement souterraine, jusqu’en juin 2024, avec le prolongement de cette ligne jusqu’à Rosny-Bois-Perrier. La longueur totale de la ligne 11 est de 11,7 kilomètres. Hormis les deux lignes 3 bis et 7 bis, il s'agissait de la plus courte ligne du réseau parisien, jusqu'à son prolongement en 2024. Elle est, avec la ligne 10, l'une des deux lignes à ne pas traverser Paris, son terminus parisien étant situé au pôle intermodal de Châtelet.
La ligne naît au sud-ouest en plein cœur de Paris sous l'avenue Victoria, avec un ensemble d'installations assez important : trois voies à quai, trois voies de garage en arrière-gare dont une avec trottoir de manœuvre et un second ouvrage en impasse en avant gare, également équipé de trois voies. La ligne se dirige peu de temps vers l'est et l'hôtel de ville de Paris avant de prendre la direction du nord-est sous la rue de la Coutellerie puis plein nord sous la rue du Renard où se situe la station Hôtel de Ville, après être passée sous la ligne 1. Après avoir remonté cette rue puis la rue Beaubourg en desservant la station Rambuteau, la ligne se raccorde à la ligne 3 avant d'aborder une série de courbes autour de la station Arts et Métiers. Elle suit alors la rue du Temple avant d'aborder la place de la République en passant sous toutes les autres lignes de métro et raccordements de service.
Après avoir desservi la station République située sous la rue du Faubourg-du-Temple, la ligne 11 se dirige vers le nord-est, passe sous un important collecteur d'égout puis le canal Saint-Martin. Le profil jusqu'alors sensiblement plat devient très difficile : une première rampe de 40 ‰ l'amène aux stations Goncourt et Belleville établies en palier. Après être passée sous la ligne 2, elle aborde une nouvelle rampe de 40 ‰ sous la rue de Belleville avec de plus un tracé particulièrement tortueux. La ligne dessert alors, après une interstation de sept cents mètres, la station Pyrénées, passe sous la ligne de Petite Ceinture, puis dessert la station Jourdain, également très profonde. La ligne s'incurve vers le nord en tréfonds d'immeubles pour desservir la station Place des Fêtes et la station Télégraphe.
De nouveau sous la rue de Belleville, la ligne passe au-dessus de la voie des Fêtes, de la voie navette et de la boucle de retournement de la ligne 3 bis. Au-dessus de cette boucle, elle dessert la station Porte des Lilas équipée de trois voies à quai et d'une voie de garage centrale disposant d'un trottoir de manœuvre. La ligne 11 quitte ensuite Paris pour se placer sous la rue de Paris aux Lilas, et desservir la station Mairie des Lilas, station à deux voies. Les voies se prolongent encore au-delà vers l'ancien atelier des Lilas, entièrement souterrain, désormais démantelé. Les voies continuent en souterrain et desservent les stations Serge Gainsbourg, Romainville - Carnot, Montreuil - Hôpital et La Dhuys. Ensuite, le métro devient aérien pour la station Coteaux Beauclair (première station en viaduc du métro de Paris construite depuis 1905) passant par le viaduc homonyme, avant de redevenir souterrain jusqu'au terminus, Rosny-Bois-Perrier. Les voies se prolongent jusqu'aux ateliers de Rosny-sous-Bois.

### Liste des stations

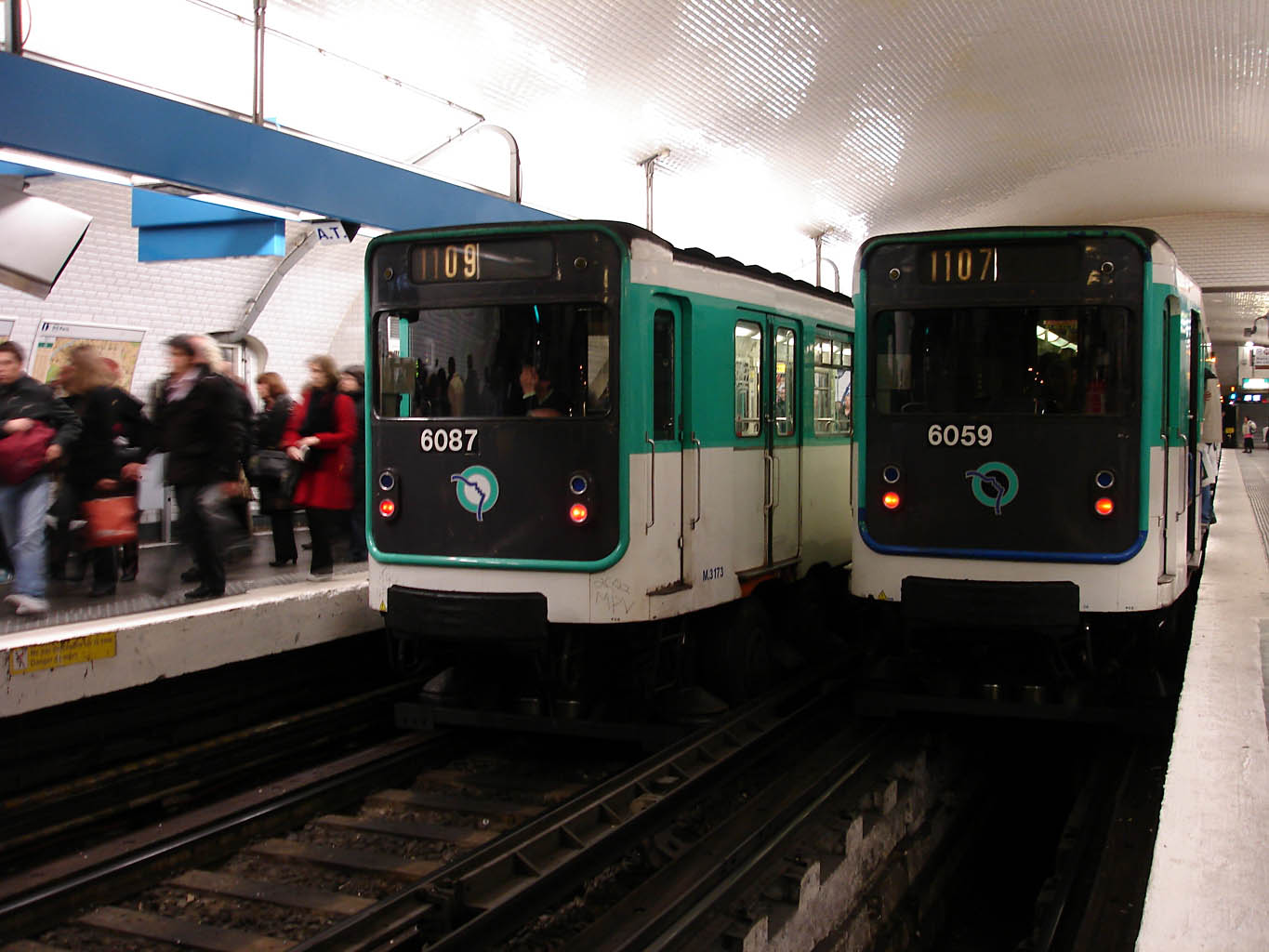
Deux rames MP 59 à la station Châtelet.

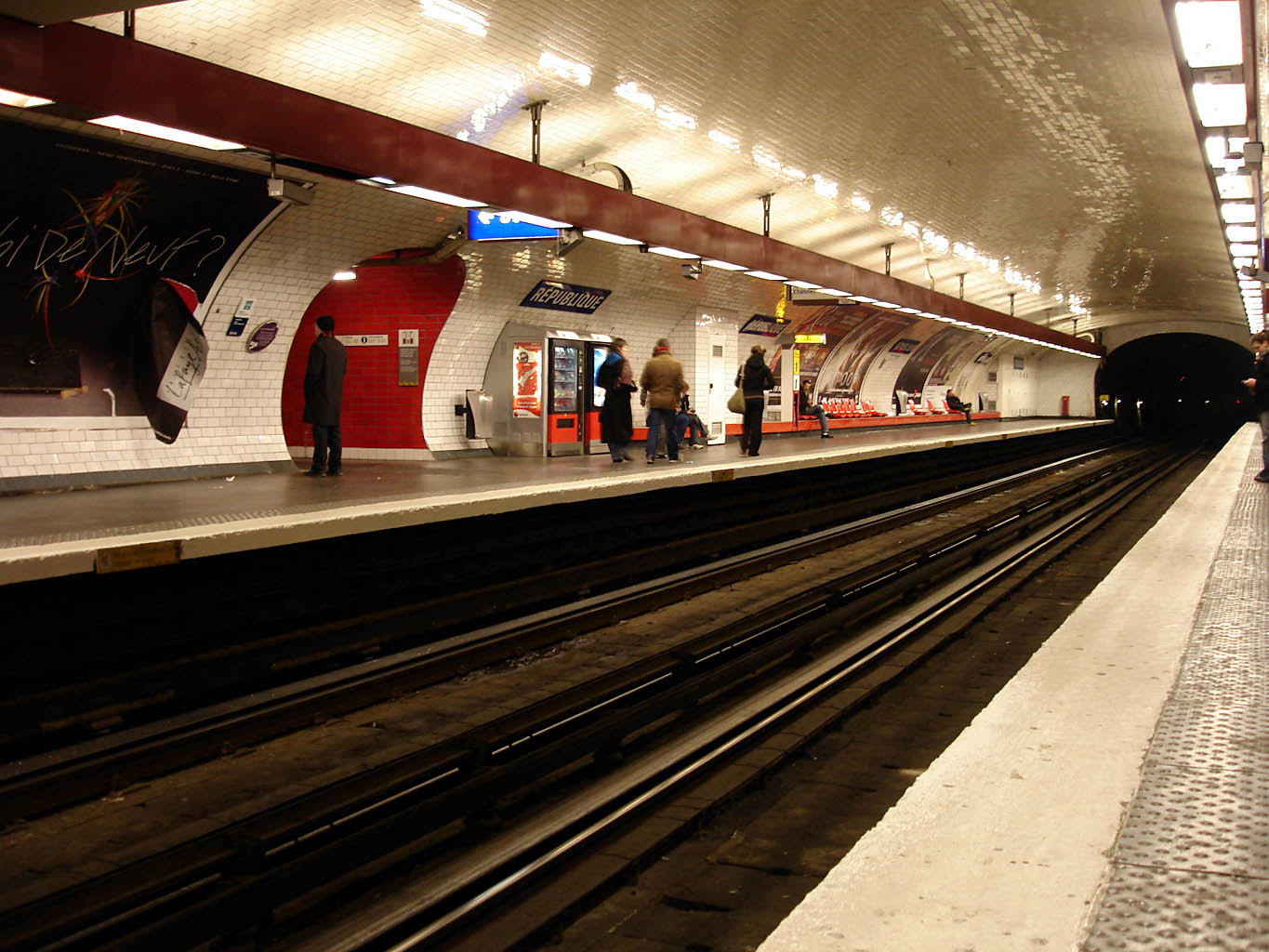
La station République.

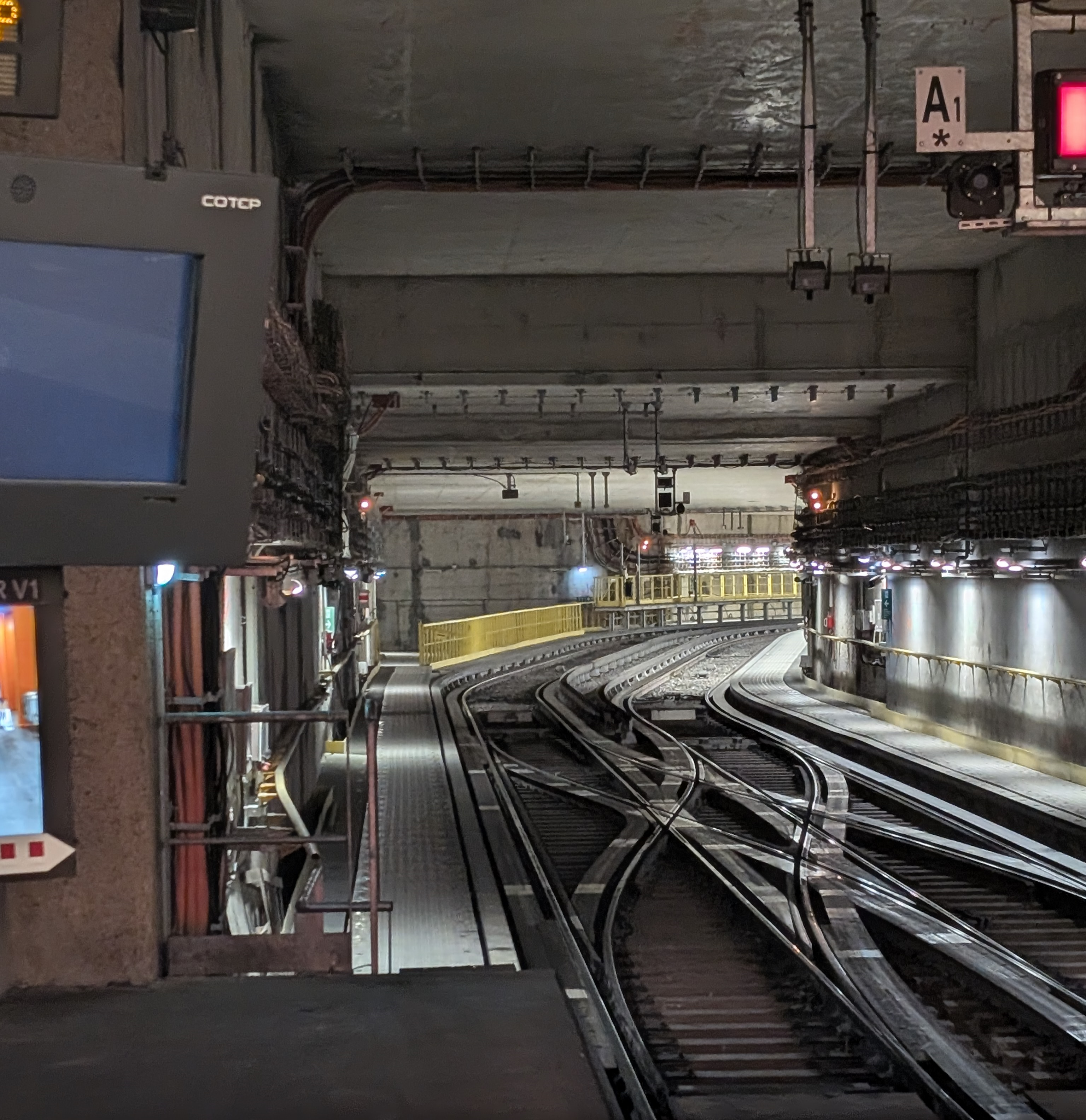
Arrière-gare du terminus actuel à Rosny-Bois-Perrier : à droite, l'accès aux ateliers, à gauche le mur de béton qui se détache est l'amorce du prolongement éventuel à Noisy - Champs.

Aucune station de métro de la ligne n'a changé de nom au fil des ans, contrairement à la plupart des autres lignes. Depuis le 15 décembre 2004, les stations de la ligne 11 sont équipées du système d'information en ligne, couramment désigné par le sigle SIEL, qui annonce le temps d'attente des deux prochaines rames.
Les stations de la ligne sont présentées du sud-ouest au nord-est :
|  |   |  | Station                           | Coordonnées                 | Communes                      | Correspondances             |
|  | - |  | --------------------------------- | --------------------------- | ----------------------------- | --------------------------- |
|  | ■ |  | Châtelet                          | 48° 51′ 31″ N, 2° 20′ 50″ E | 1er, 4e                       | (Châtelet - Les Halles)     |
|  | • |  | Hôtel de Ville                    | 48° 51′ 24″ N, 2° 21′ 05″ E | 4e                            | (M) · (1)                   |
|  | • |  | Rambuteau Centre Georges Pompidou | 48° 51′ 43″ N, 2° 21′ 14″ E | 3e, 4e                        |                             |
|  | • |  | Arts et Métiers                   | 48° 51′ 56″ N, 2° 21′ 22″ E | 3e                            | (M) · (3)                   |
|  | • |  | République                        | 48° 52′ 03″ N, 2° 21′ 50″ E | 3e, 10e, 11e                  | (M) · (3) · (5) · (8) · (9) |
|  | • |  | Goncourt Hôpital Saint-Louis      | 48° 52′ 11″ N, 2° 22′ 14″ E | 10e, 11e                      |                             |
|  | • |  | Belleville                        | 48° 52′ 19″ N, 2° 22′ 37″ E | 10e, 11e, 19e, 20e            | (M) · (2)                   |
|  | • |  | Pyrénées                          | 48° 52′ 26″ N, 2° 23′ 07″ E | 19e, 20e                      |                             |
|  | • |  | Jourdain                          | 48° 52′ 31″ N, 2° 23′ 22″ E | 19e, 20e                      |                             |
|  | • |  | Place des Fêtes                   | 48° 52′ 37″ N, 2° 23′ 35″ E | 19e                           | (M) · (7bis)                |
|  | • |  | Télégraphe                        | 48° 52′ 32″ N, 2° 23′ 54″ E | 19e, 20e                      |                             |
|  | • |  | Porte des Lilas                   | 48° 52′ 38″ N, 2° 24′ 24″ E | 19e, 20e                      | (M) · (3bis) · (T) · (3b)   |
|  | • |  | Mairie des Lilas                  | 48° 52′ 47″ N, 2° 24′ 59″ E | Les Lilas                     |                             |
|  | • |  | Serge Gainsbourg                  | 48° 52′ 53″ N, 2° 25′ 39″ E | Les Lilas                     |                             |
|  | • |  | Romainville - Carnot              | 48° 52′ 59″ N, 2° 26′ 26″ E | Romainville, Noisy-le-Sec     |                             |
|  | • |  | Montreuil - Hôpital               | 48° 52′ 42″ N, 2° 27′ 16″ E | Montreuil, Noisy-le-Sec       |                             |
|  | • |  | La Dhuys                          | 48° 52′ 41″ N, 2° 27′ 56″ E | Montreuil, Rosny-sous-Bois    |                             |
|  | • |  | Coteaux Beauclair                 | 48° 52′ 56″ N, 2° 28′ 02″ E | Noisy-le-Sec, Rosny-sous-Bois |                             |
|  | ■ |  | Rosny-Bois-Perrier                | 48° 52′ 57″ N, 2° 28′ 51″ E | Rosny-sous-Bois               | (RER) · (E)                 |

### Intermodalité
La ligne 11 est en correspondance avec de nombreuses lignes de métro (sauf les lignes 6, 10, 12 et 13), dont les deux lignes bis. Les lignes A, B et D du RER sont accessibles seulement à la station Châtelet. Une correspondance est possible avec la ligne de tramway T3b à Porte des Lilas.
Le 13 juin 2024, à l'ouverture de l'extension de la ligne, une nouvelle correspondance est disponible avec le RER E au nouveau terminus de Rosny-Bois-Perrier. La ligne sera éventuellement en correspondance avec le T1 à la station Romainville - Carnot après son prolongement vers Rue de Rosny et la ligne 15 à la station Rosny-Bois-Perrier avec l'ouverture de sa section est.

### Stations à thème ou particulières

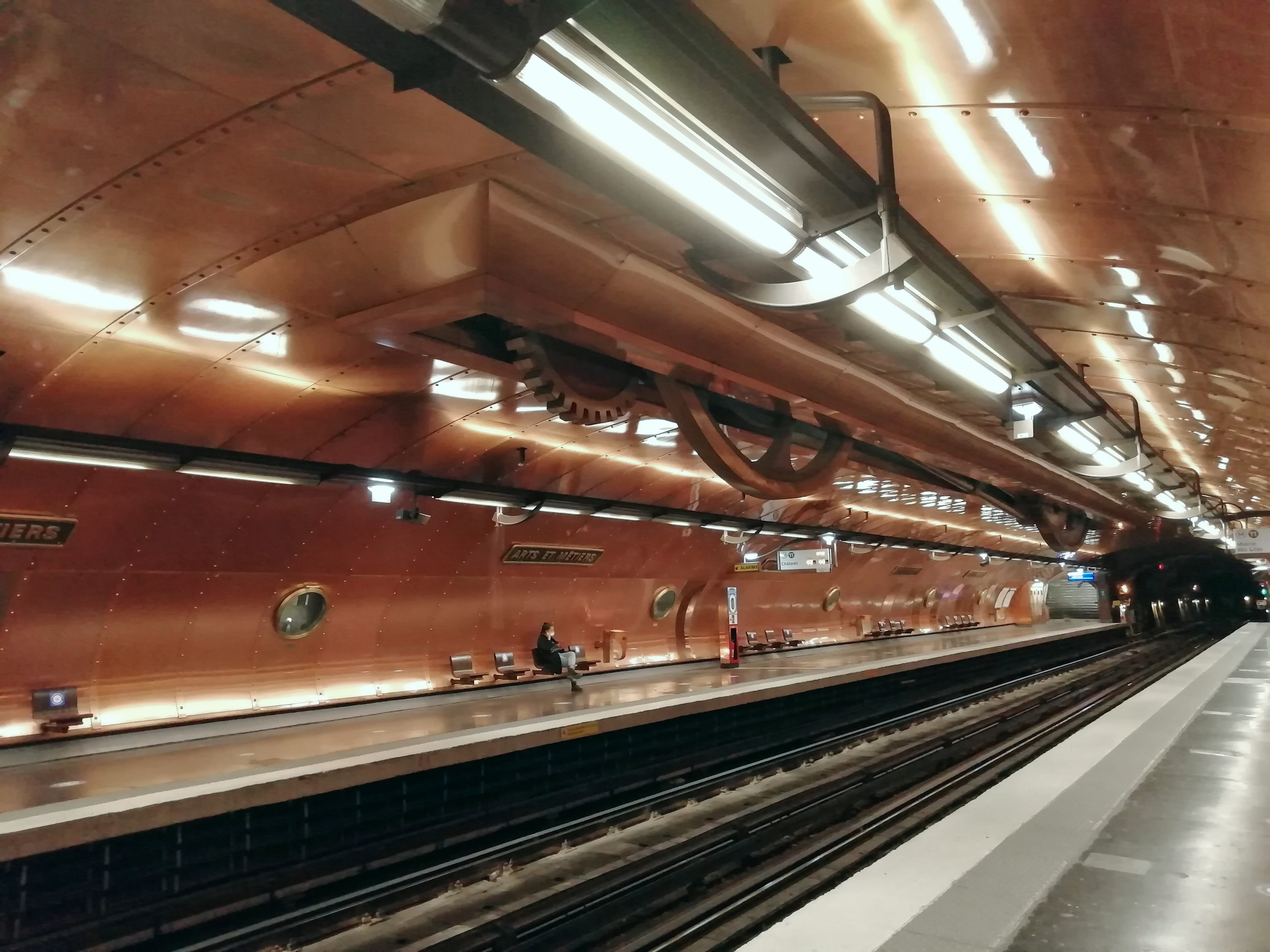
La station Arts et Métiers bénéficie d'une décoration originale.

Deux stations de la ligne possèdent une décoration culturelle thématique originale, :

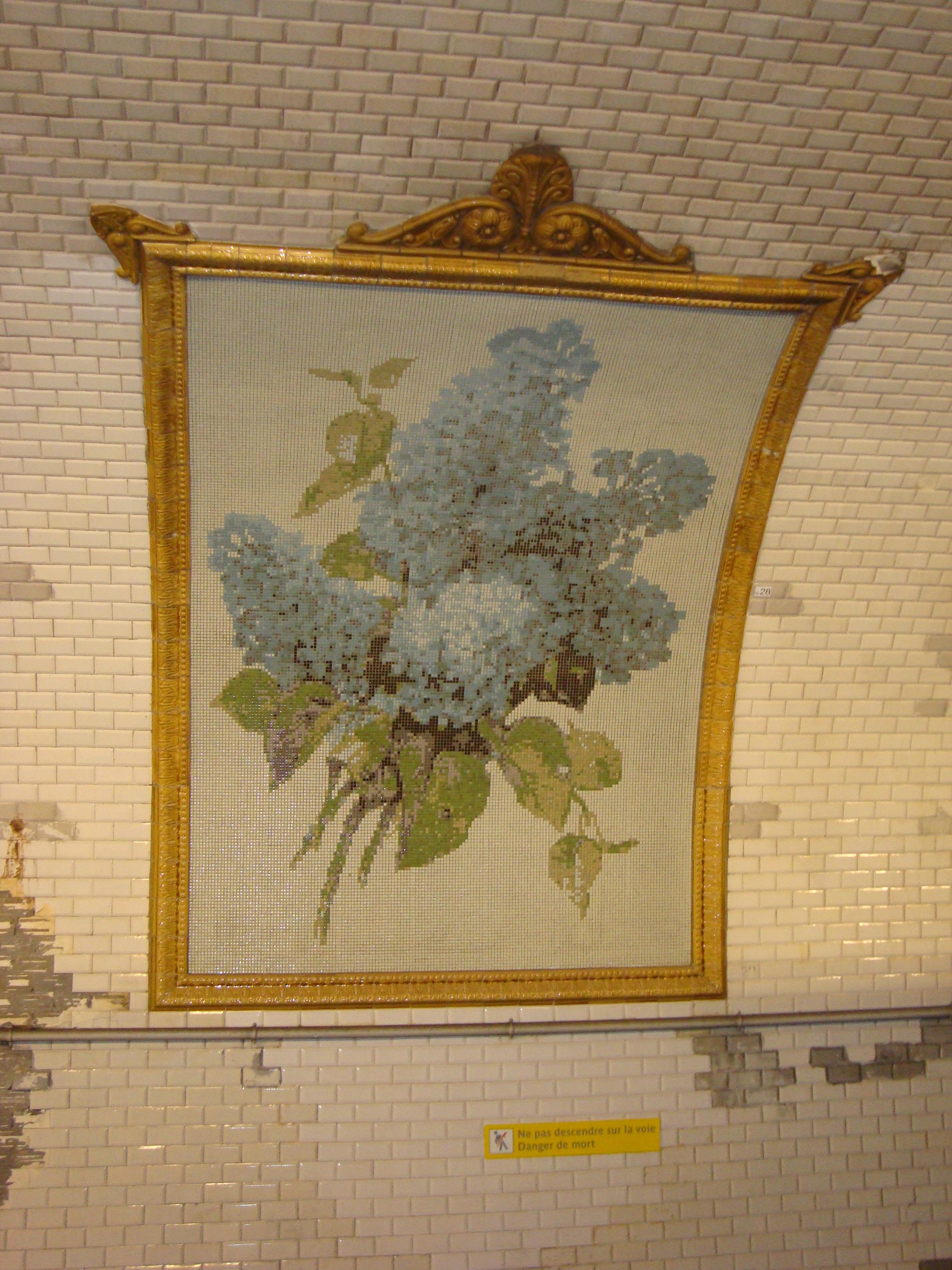
Une des mosaïques de la station Porte des Lilas.

Arts et Métiers, dessinée par François Schuiten et Benoît Peeters, auteurs de la série de bande dessinée fantastique Les Cités obscures, a été entièrement recouverte de plaques de cuivre rivetées qui lui donnent un air de sous-marin, lors des cérémonies du bicentenaire du Conservatoire national des arts et métiers en octobre 1994. Cette décoration évoque le musée des arts et métiers situé à proximité. Des hublots à l'usage de vitrines percent les quais ; ils abritent des reproductions d'objets caractéristiques présentés par le musée. Sont par exemple exposés le pont Antoinette, la roue hydraulique, la sphère armillaire ou le satellite Telstar. Des engrenages de grande dimension ornent également la voûte.
Porte des Lilas rend hommage au chanteur Georges Brassens — et à sa chanson Les lilas dans laquelle il chante Comm' j'étais, en quelque sorte / Amoureux de ces fleurs-là / Je suis entré par la porte / Par la porte des Lilas — au travers de fresques en céramique entourées de cadres publicitaires. Deux de ces faïences représentent des fleurs de lilas et l'une d'elles montre Georges Brassens fumant sa pipe.
Par ailleurs, la station Télégraphe, l'une des plus profondes de Paris, se situe à vingt mètres au-dessous du sol. L'entrée de cette station est en effet située à quelques dizaines de mètres du point culminant des voies publiques de Paris (128 mètres).
Place des Fêtes est protégée par deux grandes portes blindées situées de chaque côté de la station dans le tunnel. Ouvertes, elles sont placées dans un renfoncement de chaque côté des voies, particularité peu visible des voyageurs. Ces portes sont posées en 1935 lors de la construction de la ligne, afin de protéger la station des gaz toxiques pour qu'elle puisse servir d'abri en cas de guerre, la station étant déjà protégée des bombes grâce à sa grande profondeur. Elles ont été utilisées seulement entre 1939 et 1945. La station est l'une des deux, avec Maison Blanche (ligne 7), à posséder cette particularité.
Coteaux Beauclair présente la particularité d'être aérienne, sur le viaduc éponyme, d'être la première construite de cette façon au XXIe siècle et la première depuis 1905,.

### Raccordement
La ligne 11 ne dispose que d'un seul raccordement avec le reste du réseau. Il est situé sur la voie en direction de Rosny-Bois-Perrier vers la ligne 3, entre les stations Rambuteau et Arts et Métiers, en pointe. Le tunnel franchit celui de la ligne 11 par-dessus, puis oblique vers l'ouest sous le tunnel de la ligne 3, au niveau des extrémités ouest des quais de son point d'arrêt d'Arts et Métiers, et se raccorde à elle juste avant la station Réaumur - Sébastopol.

### Ateliers

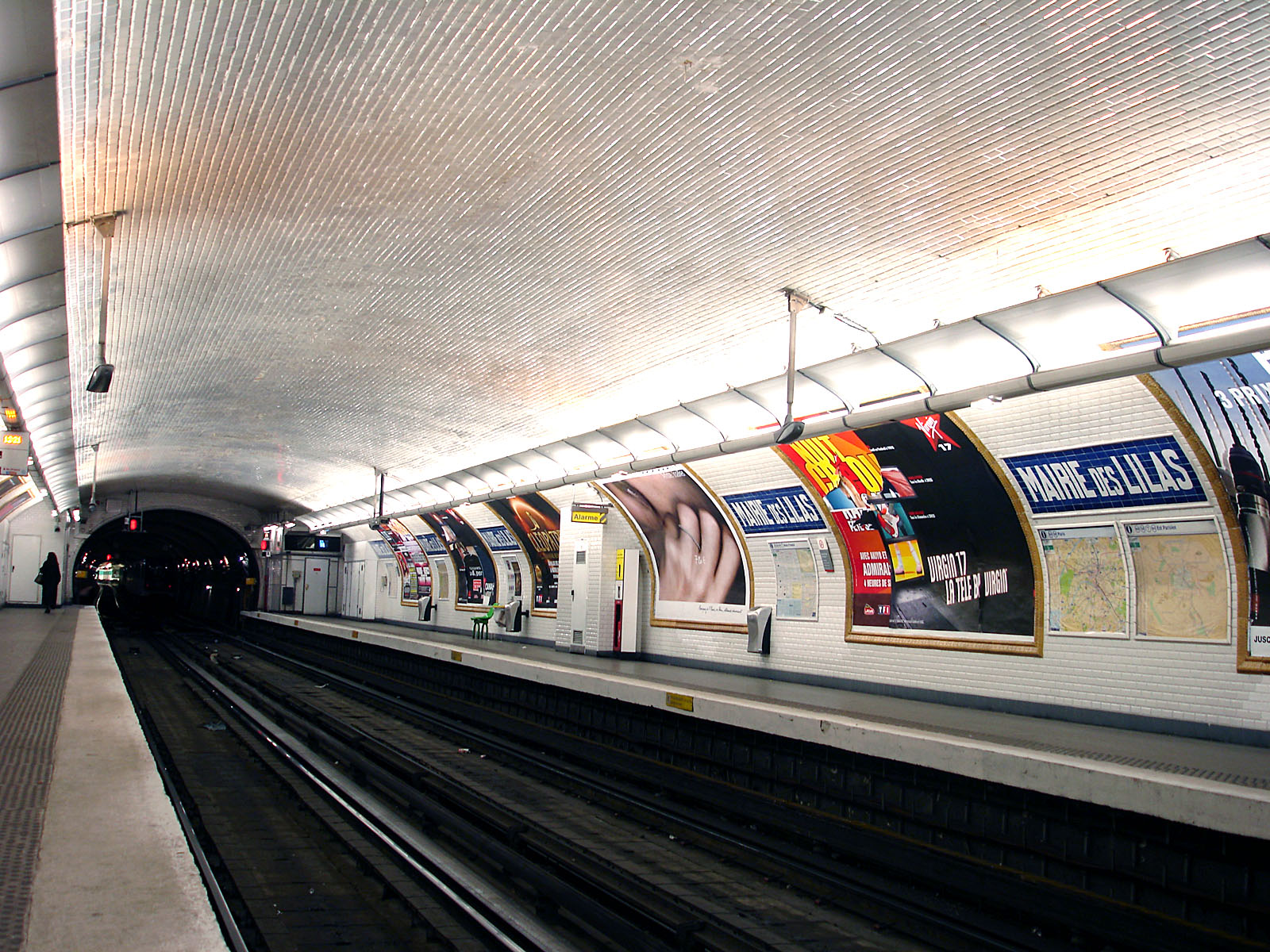
L'ancien atelier de maintenance des Lilas est visible dans le prolongement des voies, à la station Mairie des Lilas.

Le matériel de la ligne 11 était historiquement entretenu par l'atelier des Lilas (AMT), le plus petit atelier de maintenance du métro de Paris, entièrement souterrain. Il se situait dans le prolongement des voies, après le terminus d'alors de Mairie des Lilas. Son effectif est de 40 agents en 2007.
La maintenance lourde et la révision régulière (batteries, bobinages, peintures) du matériel de la ligne 11, comme tous les matériels sur pneumatiques du réseau, se déroule aux ateliers de Fontenay. Ils sont situés dans le prolongement des voies de la ligne 1 au-delà du terminus Château de Vincennes. Ils se décomposent en deux entités distinctes : un atelier de maintenance pour les rames de la ligne 1 (AMT) et un atelier de révision de l'ensemble des rames sur pneumatiques du métro. L'ensemble qui occupe une surface totale d'environ 39 000 m2 a été modernisé au début des années 1960 pour l'arrivée des rames de type MP 59 ; puis les bâtiments ont été reconstruits pour l'arrivée des rames de type MP 89 durant les années 1990. Son effectif est de 330 agents en 2007.
L'atelier des Lilas n'a pas été conservé après le prolongement de la ligne et a été remplacé par un nouvel établissement situé à Rosny-sous-Bois situé au sein de la boucle autoroutière entre l'A3, l'A86 et la N186. Les travaux de construction de l'atelier sont réalisés à ciel ouvert. La zone de garage, souterraine, est réalisée par la méthode des parois moulées. Le démantèlement du site des Lilas est réalisé en plusieurs phases : les trois voies de maintenance anciennes sont dans un premier temps remplacées par deux voies pour maintenir l'entretien du matériel roulant existant pendant la période de transition avant la mise en service des nouveaux ateliers.
L'atelier des Lilas ferme définitivement ses portes le 1er juillet 2023, date à laquelle les équipes sont transférées à l'atelier de Rosny-sous-Bois.

## Exploitation

### Desserte

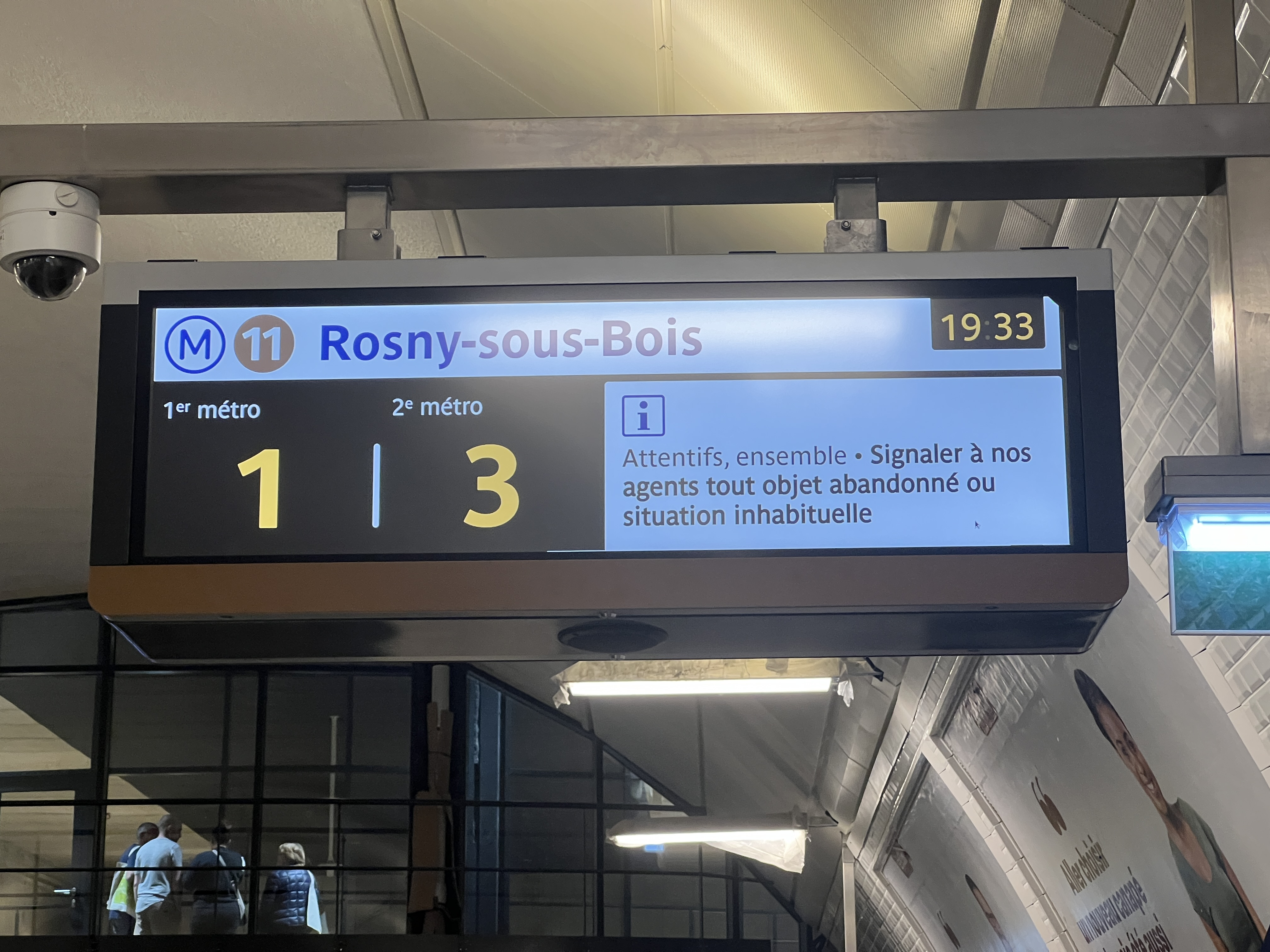
Un panneau SIEL indiquant le temps d'attente des trains à la station La Dhuys.

En 2024, le parcours complet de la ligne demande vingt-cinq minutes. Comme sur toutes les principales lignes du métro parisien, le premier départ a lieu de la tête de ligne à 5 h 30, le dernier à 0 h 51 jusqu'à Rosny-Bois-Perrier, et à 2 h 0 les nuits des vendredis aux samedis, des samedis aux dimanches et des veilles de fête aux jours de fête. La ligne est particulièrement bien desservie : l'intervalle moyen entre les rames est de deux à quatre minutes en journée et de quatre à six minutes en extrême soirée (au lieu de sept minutes trente sur les autres lignes). Le dimanche matin, l'intervalle est de cinq à six minutes et de dix minutes les nuits des vendredis aux samedis, des samedis aux dimanches et des veilles de fête aux jours de fête après 0 h 30 (après 1 h 15 les nuits des vendredis aux samedis).

### Matériel roulant

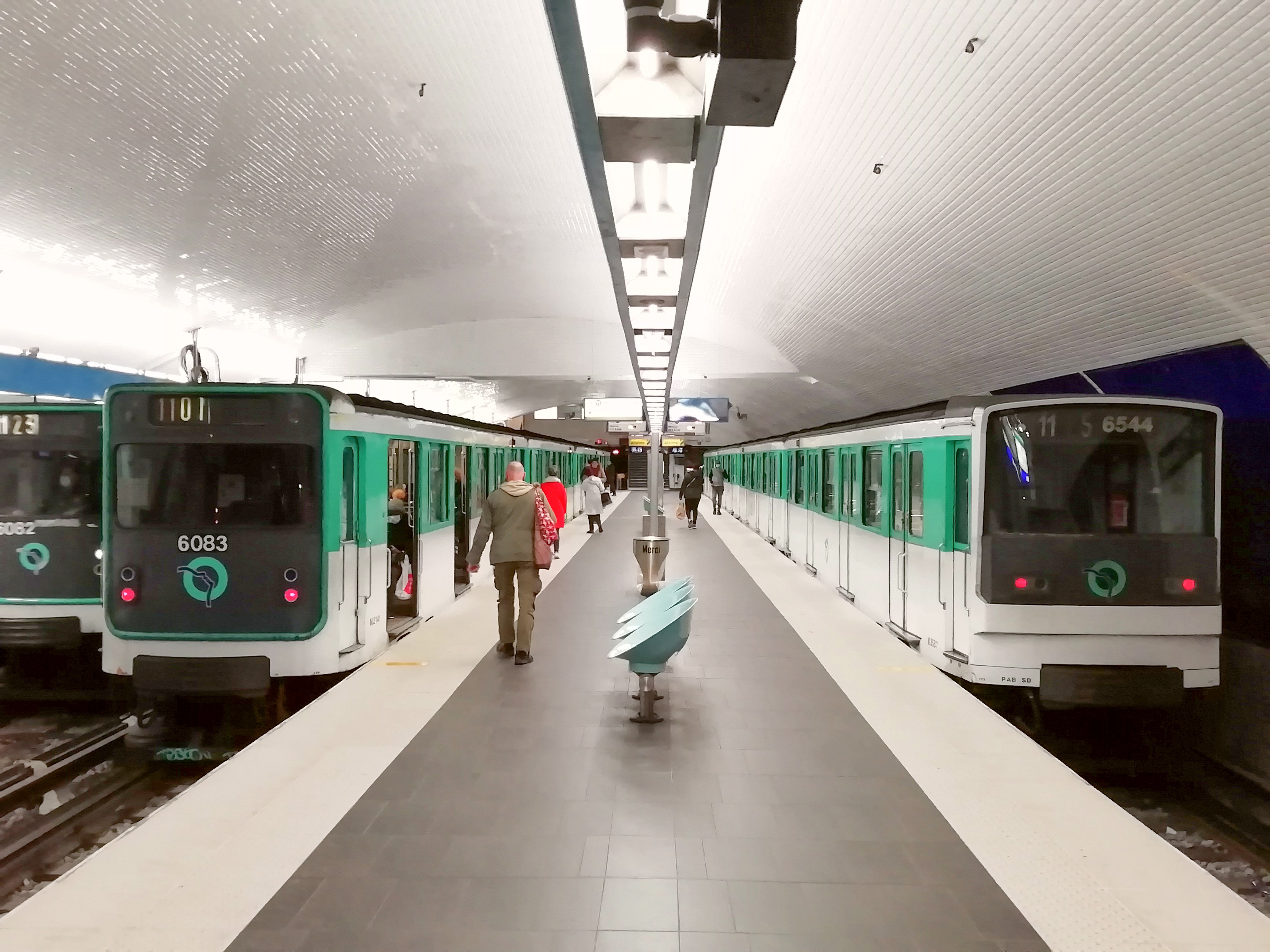
Un MP 59 et l'unique MP 73 de la ligne stationnés à Châtelet.

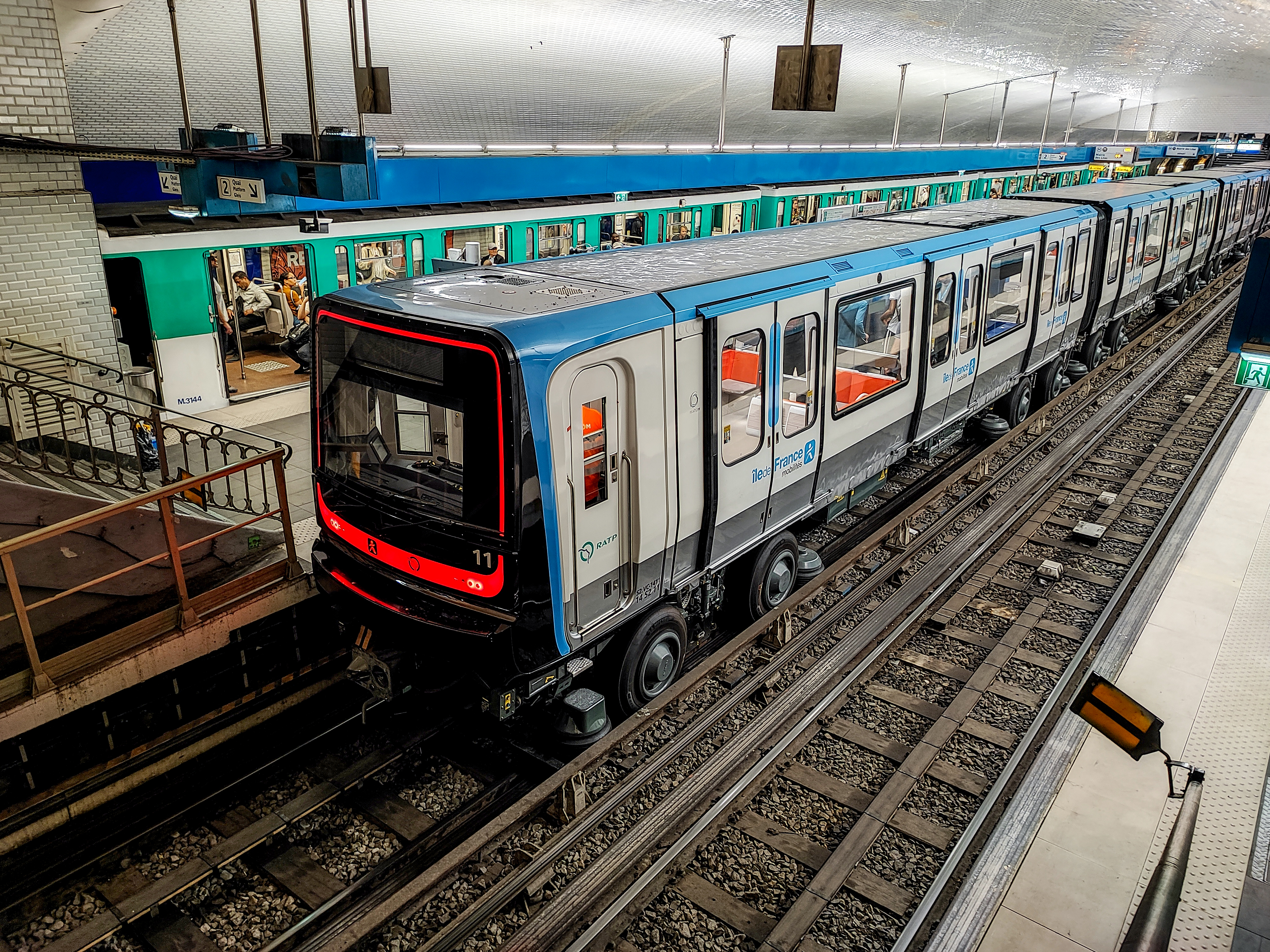
Le MP 14 CC no 11 le jour de son inauguration, le 1 juin 2023, à la station Châtelet.

À son ouverture, la ligne 11 est desservie par vingt-deux rames de quatre voitures, dont trois M2 (motrices à deux moteurs) et une voiture mixte AB (soit M2-M2-AB-M2), en provenance de la ligne 9.
Premier train roulant sur pneumatiques fabriqué en série, le MP 55 a roulé sur la ligne 11 entre octobre 1956 et janvier 1999. Quatre rames MP 73 (dont la composition fut réduite à quatre voitures) de la ligne 6 y circulèrent entre 1977 et janvier 1999, où elles furent rétrocédées à leur ligne d'origine, en même temps que la disparition du MP 55. Depuis cette date, ce sont des rames de type MP 59 provenant de la ligne 4 (dont la première circula sur la ligne 11 en mai 1995) qui circulent sur cette ligne.
Les rames MP 59, tout comme les MP 55 de l'époque, sont formées de quatre voitures : une motrice avec loge (M), une ancienne remorque de première classe (A), une motrice sans loge (N) et une motrice avec loge (soit M-A-N-M), à l'exception d'une rame équipée d'une ancienne remorque mixte (AB) en composition M-AB-N-M (M.3168 - AB.5545 - N.4044 - M.3167). En août 2009, une rame MP 73 (no 6544) a été mutée sur la ligne 11. Cette rame ayant été reformée en 2022, il ne reste alors que des MP 59 sur la ligne.
À partir du 1er juin 2023, les 21 rames MP 59, composées de quatre voitures, sont progressivement remplacées à raison de cinq rames par semaine durant le mois de juin par 20 rames MP 14 neuves, à cabine de conduite et composées de cinq voitures à intercirculation intégrale. Pour les besoins du prolongement à Rosny, prévu à la fin du premier semestre 2024, 19 rames supplémentaires sont livrées, portant alors le parc à 39 rames,,.
Le 23 mai 2024, est organisé en fin d'après midi une cérémonie d'adieu aux MP 59 avant un retrait définitif prévu le 13 juin, jour de mise en service commerciale du prolongement à Rosny.

### Le personnel d'exploitation

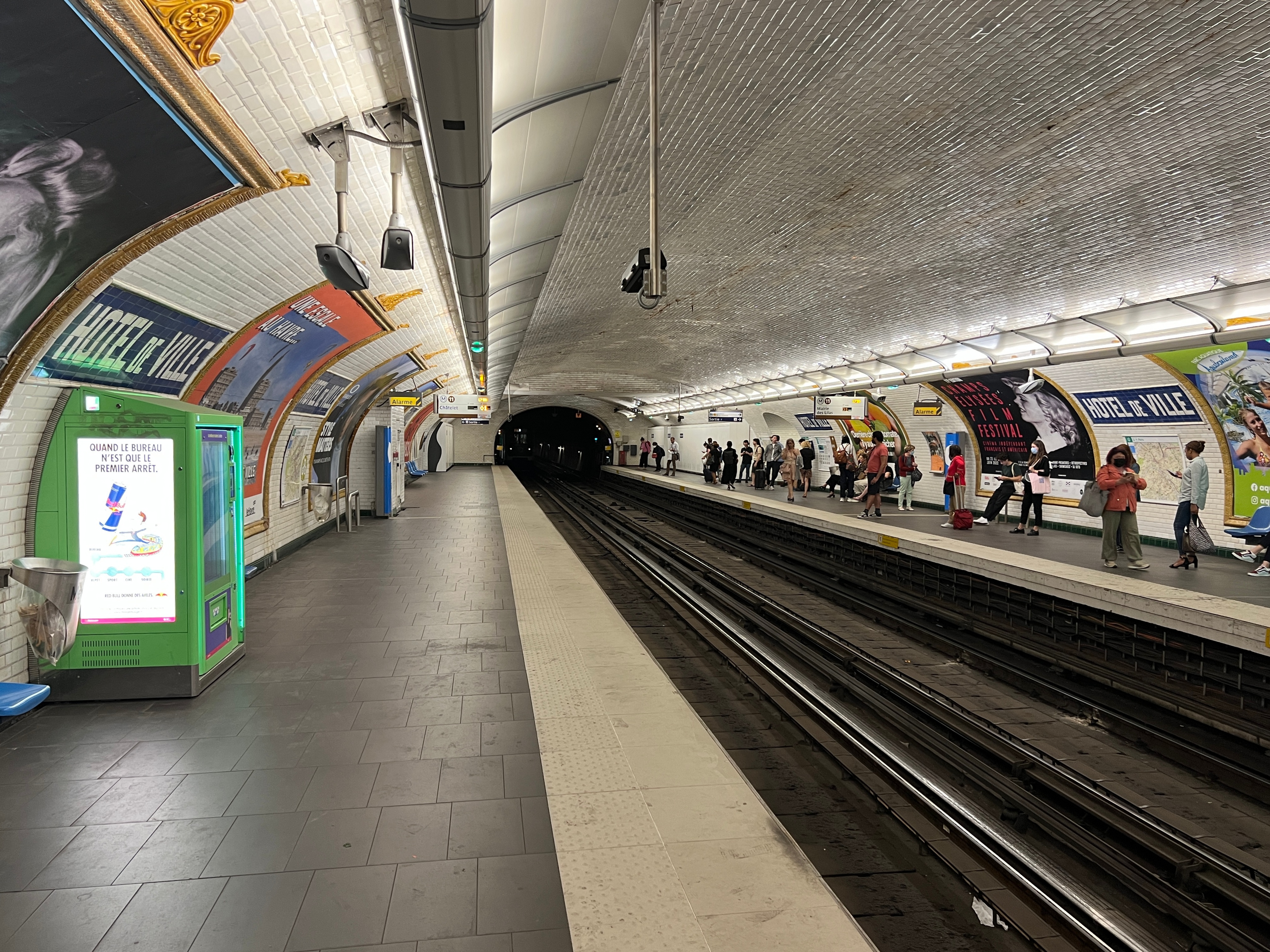
La station Hôtel de Ville, vue en direction de Rosny-Bois-Perrier.

On distingue deux catégories de personnel : les agents en station et les agents de conduite. Les agents de station ont pour mission de tenir la caisse, d'assurer le contrôle des voyageurs ainsi que la gestion des lieux, vérification des installations ou autres à définir selon les besoins du service. Quelques agents sont par ailleurs détachés pour la durée du service afin d'assurer les relèves de caisses. Les conducteurs assurent la marche des rames. Le service est assuré sur trois roulements de travail (matin, après-midi, nuit).

### Tarification et financement
La tarification de la ligne est identique à celle en vigueur sur tout le réseau du métro. Un ticket « métro-train-RER », qui remplace le ticket t+ au 1er janvier 2025, permet un trajet simple quelle que soit la distance, avec une ou plusieurs correspondances possibles avec les autres lignes de métro, de Transilien ou de RER pendant une durée maximale de 1 h 30 entre la première et dernière validation. En revanche, un ticket « métro-train-RER » ne permet pas d'emprunter les bus et les tramways, à l'exception des lignes « Tram Express » à titre temporaire.
Le financement du fonctionnement de la ligne (entretien, matériel et charges de personnel) est assuré par l'exploitant. Cependant, les tarifs des billets et abonnements sont limités par choix politique et leur montant ne couvre pas les frais réels de transport. Le manque à gagner est compensé par l'autorité organisatrice, Île-de-France Mobilités, présidée depuis 2005 par le président du conseil régional d'Île-de-France et composé d'élus locaux. Elle définit les conditions générales d'exploitation, ainsi que la durée et la fréquence des services. L'équilibre financier du fonctionnement est assuré par une dotation globale annuelle aux transporteurs de la région grâce au versement mobilité payé par les entreprises et aux contributions des collectivités publiques.

### Trafic
En 2022, la ligne 11 est une ligne au trafic faible : elle situe en avant-dernière position du réseau parisien pour sa fréquentation sur 14. Seule la ligne 10 est moins fréquentée. Cependant, de 1992 à 2004, le trafic est en progression de 18,6 %, ce qui place la ligne en deuxième position en termes de croissance sur le réseau (hors ligne 14).
| Année                              | 1992 | 1993 | 1994 | 1995 | 1996 | 1997 | 1998 | 1999 | 2000 | 2001 | 2002 | 2003 | 2004 |
| Nombre de voyageurs (en millions), | 38   | 36,9 | 36,3 | 32,3 | 34,5 | 34,8 | 35,5 | 36,6 | 40,1 | 41,3 | 41,8 | 41,7 | 45,1 |

| Année                              | 2007 | 2008 | 2009 | 2010 | 2011 | 2012 | 2013 | 2014 | 2015 | 2016 | 2017 | 2018  | 2019  | 2020  | 2021 | 2022  | 2023 | 2024 |
| Nombre de voyageurs (en millions), | 46,4 | 48,3 | 47,5 | 48,5 | 49,1 | 49,7 | 48,7 | 48   | 47,7 | 47,1 | 47,1 | 47,77 | 38,54 | 22,71 | 31,1 | 39,94 | 39,7 | 43,1 |

En 2004, les stations les plus fréquentées desservies par la ligne sont par ordre décroissant (en trafic annuel, toutes lignes incluses) : République (15,14 millions de voyageurs), Châtelet (12,84 millions), Hôtel de Ville (12,03 millions) et Belleville (10,93 millions).
En 1998, le trafic quotidien atteint 122 977 voyageurs en moyenne chaque jour ouvré, 97 047 le samedi et 55 548 le dimanche. En 2003, le trafic annuel atteint 41 633 690 voyageurs, avec un trafic quotidien de 143 698 voyageurs en moyenne chaque jour ouvré, 118 616 le samedi et 76 955 le dimanche. En 2009, le trafic est de 47 millions de voyageurs. En 2010, le trafic quotidien atteint 227 000 voyageurs en moyenne chaque jour ouvré.
Avec le prolongement en 2024 jusqu'à Rosny-Bois-Perrier, desservant quatre communes importantes de Seine-Saint-Denis (dont Montreuil, la quatrième plus grande ville de la région), la RATP estime une augmentation de la fréquentation de 31 millions de voyageurs dès 2025, soit une progression de 78 %.

## Projets

### Extension à Noisy - Champs
Des extensions vers l'est sont prévues en deux étapes, la première vers Rosny-sous-Bois sous maîtrise d'ouvrage de la RATP et ouverte en juin 2024, et une seconde envisagée dans le cadre du projet Grand Paris Express mais sans date ni financement attribué.

Plan de la ligne telle qu'elle est prévue pour l'horizon 2030, avant la constatation de l'absence de financement du prolongement entre Rosny et Noisy.

Plan du réseau Grand Paris Express après la refonte de mars 2013.

À l'horizon 2025, la ligne 11 aurait dû être prolongée de Rosny à Noisy - Champs, où elle aurait été en correspondance avec le RER A, ainsi qu'avec les futures lignes 15 et 16 du métro.
Ce projet s'inscrit dans le cadre du Grand Paris Express. C'est en janvier 2013 que Cécile Duflot, ministre chargée du dossier du Grand Paris, évoque pour la première fois la possibilité d'une reprise de l'une des deux branches de la ligne orange par un prolongement de la ligne 11, soit vers Noisy - Champs, soit vers Champigny. Cette solution présente en effet plusieurs avantages : éviter une exploitation en branche, difficile, de la ligne orange (devenue la ligne 15) et réduire les coûts de construction de la branche éventuellement reprise, car le matériel de la ligne 11 (qui sera composé de cinq voitures au moment de la livraison du nouveau matériel) est plus court que celui prévu pour la ligne orange (120 mètres de long), d'où des quais plus courts.
Le prolongement de la ligne 11 jusqu'à Noisy - Champs est confirmé à l'horizon 2020 le 6 mars 2013 par Jean-Marc Ayrault. Le STIF lance alors des études de faisabilité entre 2013 et 2017 mais conclut que le projet ne serait pas rentable. L'Établissement public territorial Grand Paris - Grand Est critique ce renoncement alors que plusieurs projets urbains d'envergure concernent le territoire dès le début de la décennie 2020.
Trois stations intermédiaires sont projetées : Villemomble, Neuilly-Les Fauvettes et Neuilly-Hôpitaux. L'objectif d'ouverture de cette section était fixé à 2025 mais, en novembre 2017, aucun financement n'étant prévu pour cette extension, ce prolongement est repoussé, sine die.
En mai 2018, des élus locaux se mobilisent en faveur du prolongement dont le report menacerait, selon eux, des projets immobiliers le long du tracé. Début 2023, la ville du Raincy plaide pour que cette extension toujours sine die inclue une correspondance avec la gare du Raincy - Villemomble - Montfermeil du RER E.
Liste des stations projetées et des communes desservies :
|  |   |  | Station               | Coordonnées                 | Communes                        | Correspondances              |
|  | - |  | --------------------- | --------------------------- | ------------------------------- | ---------------------------- |
|  | • |  | Rosny-Bois-Perrier    | 48° 52′ 57″ N, 2° 28′ 51″ E | Rosny-sous-Bois                 | existant : envisagé :        |
|  | • |  | Villemomble           | 48° 53′ 02″ N, 2° 30′ 38″ E | Villemomble                     |                              |
|  | • |  | Neuilly-Les Fauvettes | 48° 52′ 09″ N, 2° 32′ 01″ E | Neuilly-sur-Marne               |                              |
|  | • |  | Neuilly-Hôpitaux      | 48° 51′ 45″ N, 2° 32′ 43″ E | Neuilly-sur-Marne               | envisagé :                   |
|  | ■ |  | Noisy - Champs        | 48° 50′ 34″ N, 2° 34′ 48″ E | Noisy-le-Grand Champs-sur-Marne | existant : en construction : |

### Modernisation de la signalisation
Avec l'arrivée des nouvelles rames, la ligne 11 du métro sera équipée d'une signalisation plus moderne fondée sur la technologie CBTC (communication based train control) de type OCTYS (similaire à celle utilisée sur les lignes 3, 5, 6, 9 et 10) de niveau d'automatisation GoA2, dont Alstom a remporté le marché en 2018 pour équiper les MP 14 CC. La mise en service de ce système d'automatisation a eu lieu le 6 juin 2023, en GoA1 pour commencer.

### Projet d'automatisation de la ligne

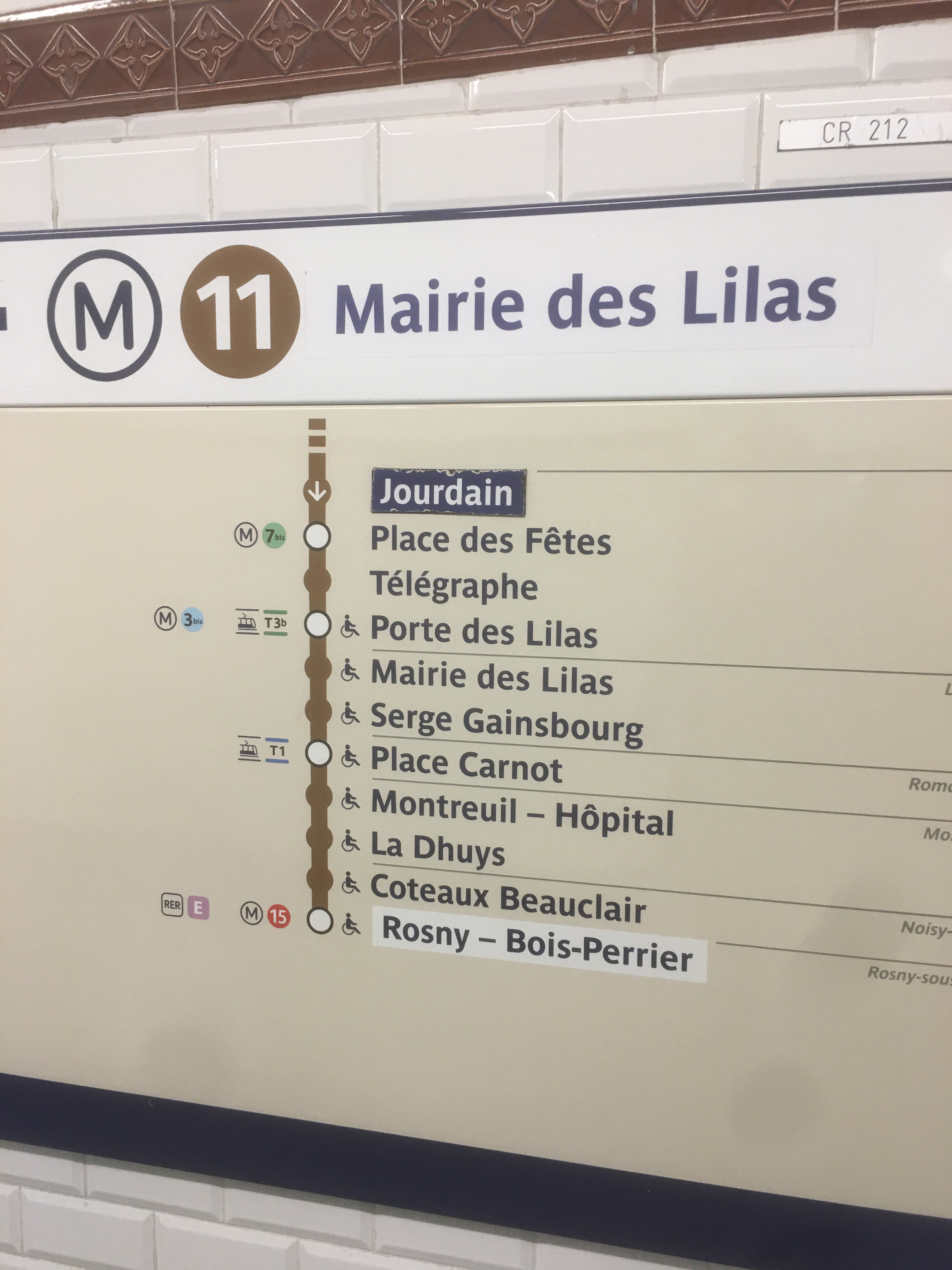
Dans les couloirs de la station Jourdain, une plaque dévoilait dès octobre 2021 les prolongements à venir vers Rosny-Bois-Perrier.

Initialement envisagée dans le cadre du prolongement de la ligne de Mairie des Lilas à Rosny-Bois-Perrier, l'automatisation avait été jugée intéressante puisqu'elle apporte une souplesse d'exploitation plus importante. Mais cette automatisation aurait entraîné des travaux importants et l'ajout d'une phase transitoire plus longue et plus complexe au projet. Était en cause, notamment, la pose des portes palières jugée indispensables à l’automatisation et qui n'auraient pu être déployées qu’après l'équipement complet de la ligne en matériel de nouvelle génération, en raison de la position différente des portes des trains entre les anciens matériels (MP 59 à quatre portes par face) et les nouveaux matériels (MP 89, MP 05 et MP 14 à trois larges portes par face). Une phase transitoire avec du personnel à bord des trains automatiques serait donc nécessaire, et la pose des portes palières ne pourrait débuter qu'une fois l'ensemble des trains MP 59 remplacés par des trains MP 14 de nouvelle génération. Il aurait alors fallu un an supplémentaire, après la mise en service commerciale du prolongement, pour effectuer la pose de l'ensemble des portes palières permettant de basculer en mode 100 % automatique. Concluant à l'absence de besoin avéré d’une fréquence de 85 secondes au vu des chiffres de la fréquentation attendue et en raison d'un coût d'investissement important (supérieur à 100 millions d'euros), le dossier d'enquête publique a donc retenu le maintien d'un matériel à conduite manuelle à l'horizon de la mise en service du prolongement, une automatisation ultérieure restant possible à l'instar des lignes 1 et 4 du réseau.
Les nouvelles propositions effectuées par le gouvernement Ayrault sur le métro du Grand Paris, en mars 2013, ont remis en question l'existence du tronçon de Rosny-Bois-Perrier à Noisy - Champs de la ligne orange du Grand Paris Express. Dans le nouveau projet présenté par le Premier ministre, la desserte de ce tronçon est désormais assurée par le prolongement de la ligne 11, en continuité avec le prolongement déjà prévu jusqu'à Rosny-Bois-Perrier. La ligne 11 étant automatisable dans le cadre du renouvellement du matériel roulant de la ligne, le gouvernement a souhaité que cette ligne devienne automatique afin de s'intégrer dans le réseau des lignes automatiques qui seront construites dans le cadre du projet du Grand Paris,.
Cependant, en 2017 et en 2021, c'est une commande de 39 trains MP 14 avec conducteur qui est passée. L'automatisation est donc repoussée sine die. Toutefois, la loge de conduite des MP 14 sera escamotable afin de permettre, si nécessaire, une transformation pour la conduite automatique. En 2018, Île-de-France Mobilités annonce qu'après l'automatisation de la ligne 4, la priorité serait donnée à la ligne 13 qui serait à son tour automatisée à l'horizon 2025-2027, au détriment de la ligne 11. La RATP indique toutefois que des mesures conservatoires seraient prises lors des travaux d'extension afin de faciliter l'installation ultérieure de porte palières, nécessaires à une automatisation. Les quais des stations existantes ont ainsi été renforcés, tandis que ceux des futures stations seront déjà conçus pour une telle transformation.

## Ancien projet de dépneumatisation de la ligne
Le matériel roulant de la ligne devant être changé dans le cadre du prolongement de la ligne de Mairie des Lilas à Rosny-Bois-Perrier avec le passage à des trains de cinq voitures et de nouveaux ateliers de maintenance devant être créés, il a été envisagé en phase d'avant-projet de « dépneumatiser » (passage du mode de roulement de pneu à fer) la ligne 11. Une analyse comparative des solutions a finalement penché pour une conservation du mode de roulement pneu, le passage en mode fer étant très contraignant pour les usagers en phase de travaux et les fortes déclivités de la ligne auraient nécessité une sur-motorisation des trains fer avec des temps de parcours légèrement dégradés (+8 %). Les coûts d’investissement d'une telle opération (supérieurs à 100 millions d'euros) ont également été jugés dissuasifs.

## Tourisme et lieux d'intérêt

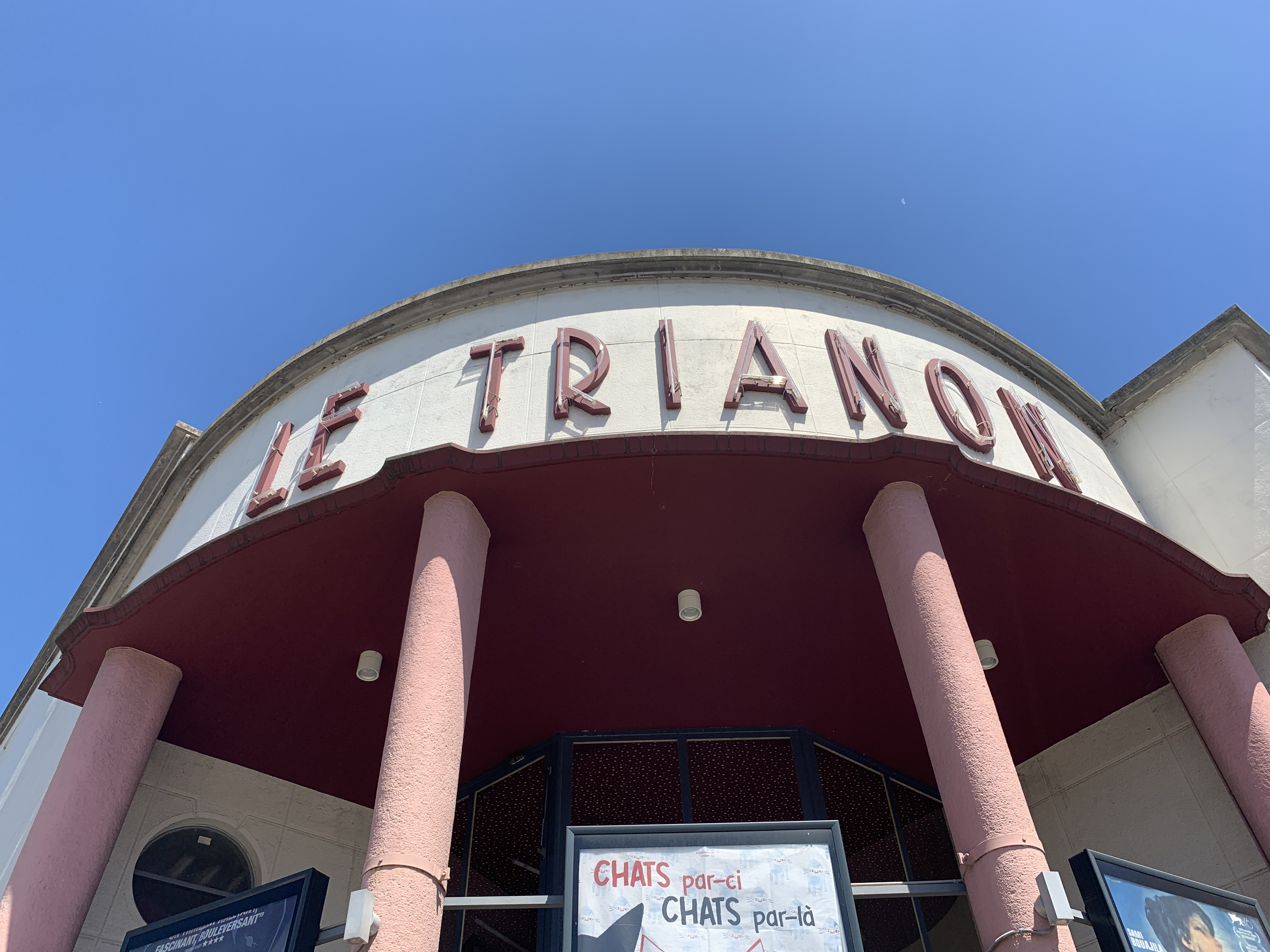
Façade du cinéma Le Trianon à Romainville.

La ligne ne dessert que peu de lieux touristiques majeurs de la ville de Paris et des communes traversées.
Sont néanmoins à citer :
- le quartier du Châtelet à la station du même nom ;
- l'hôtel de ville de Paris à la station homonyme ;
- le Centre national d'art et de culture Georges-Pompidou dit Centre Beaubourg à la station Rambuteau[101] ;
- le Conservatoire national des arts et métiers à la station Arts et Métiers[102] ;
- le canal Saint-Martin aux stations République et Goncourt ;
- l'hôpital Saint-Louis et sa cour Henri IV en briques et pierre — de même style que la place des Vosges — à la station Goncourt[103] ;
- le quartier populaire de Belleville aux stations Belleville, Pyrénées et Jourdain ;
- le quartier de la Mouzaïa à la station Place des Fêtes[104].
- l'île de loisirs de la Corniche des Forts aux stations Mairie des Lilas et Romainville - Carnot.
- le cinéma Le Trianon à la station Romainville - Carnot[105].
- Le Musée de l'Histoire vivante et l'hôpital André-Grégoire à la station Montreuil - Hôpital[105]
- le centre commercial Domus à Coteaux Beauclair
- le centre commercial  Rosny 2 à Rosny-Bois-Perrier